# عبد الفتاح السيسي
عبد الفتاح سعيد حسين خليل السيسي (مواليد 19 نوفمبر 1954) سياسي وضابط عسكري مصري يشغل منصب الرئيس السادس والحالي لجمهورية مصر العربية منذ 3 يونيو 2014، والقائد الأعلى للقوات المسلحة المصرية. ترقى في المناصب العسكرية حتى عين مديرًا لإدارة المخابرات الحربية والاستطلاع عام 2010، ثم اُختير وزيرًا للدفاع خلفًا للمشير محمد حسين طنطاوي في 12 أغسطس 2012، انتُخب سنة 2014 لمدة 4 سنوات بعد نجاحه في الانتخابات الرئاسية، ذلك بعد إطاحته بالرئيس محمد مرسي في 3 يوليو 2013 (أول رئيس مدني منتخب بعد ثورة 25 يناير) بعد سنة من توليه مقاليد الحكم عقب مظاهرات طالبت برحيله، وأعلن عن إجراءات صاحبت ذلك عُرِفت بخارطة الطريق، عارضها مؤيدو الرئيس محمد مرسي وقتها واعتبروها -ومعهم جزء من المُجتمع الدولي والعربي- انقلاباً عسكرياً بينما أيدها المتظاهرون والمعارضون للرئيس محمد مرسي وقتها واعتبروها ثورة وتأييداً لمطالب شعبية.
تخرج في الكلية الحربية عام 1977، وخدم في سلاح المشاة، وعين قائدًا للمنطقة الشمالية العسكرية، وتولى منصب مدير إدارة المخابرات الحربية والاستطلاع. ثم شغل بعد ذلك منصب القائد العام للقوات المسلحة المصرية ووزير الدفاع الرابع والأربعين منذ 12 أغسطس 2012 حتى استقالته في 26 مارس 2014 للترشح للرئاسة. أدى اليمين الدستورية لولايته الرئاسية الأولى لمدة أربع سنوات أمام المحكمة الدستورية في 8 يونيو 2014، بينما أدى اليمين الدستورية لولايته الثانية أمام مجلس النواب في 2 يونيو 2018.
وُصِف السيسي من قبل مجلة فوربس بأنه «صديق للإصلاح الاقتصادي وعدو للكثير من الحريات المدنية والفكر المتطرف»، ووصف نظام حكمه بأنه سلطوي. لا يعتبر المحللون -خصوصًا في المصادر الغربية- أن مصر تحت حكم السيسي دولة ديمقراطية، مستشهدين بسجن المعارضين السياسيين، وتقليص حرية الصحافة، وعدم وجود انتخابات حرة، واتهمت منظمات حقوق الإنسان مثل هيومن رايتس ووتش قوات الأمن في عهده بانتهاكات كاستخدام التعذيب والاختفاء القسري وحبس المعارضين وأقاربهم، بينما نفى السيسي تلك الاتهامات ودعى «للتحسب من المعلومات التي تنشر بواسطة منظمات حقوقية». في الانتخابات الرئاسية عام 2018، واجه السيسي معارضة اسمية فقط بعد الاعتقال العسكري لـسامي عنان والاختفاء القسري بعد ذلك، وانسحاب أحمد شفيق بعد تهديده بتهم فساد قديمة وفقا لأحد محاميه، وانسحاب باقي المرشحين بسبب العقبات والانتهاكات المزعومة من قبل لجنة الانتخابات. بينما اعتبر السيسي أن الديمقراطية الغربية غير صالحة للشرق الأوسط سوى على المدى البعيد. بسبب الصراعات وعقبات التعليم والفقر. بدأت مصر في عهد السيسي برنامج إصلاح اقتصادي ناجح، والذي ساعد في جعل الاقتصاد المصري الأسرع نموًا في الشرق الأوسط بحلول 2019، إلا أن نسبة الفقراء استمرت في الارتفاع بسبب الإجراءات التقشفية وأزمة كورونا، وقوبل ذلك بإجراءات لتعزيز شبكات الحماية الاجتماعية. انتُقِد السيسي بسبب زيادته لدور الجيش في الاقتصاد، إلا أنه رد بأن ذلك الدور لا يتجاوز 2 بالمائة من الناتج المحلي، ونفى أن يكون على حساب القطاع الخاص. كما شهدت قدرات القوات المسلحة نموًا في عهد السيسي، وأصبحت مصر ثالث أكبر مستورد للأسلحة عالميا في الفترة 2015-19.

## نشأته
ولد عبد الفتاح في 19 نوفمبر 1954 في حي الجمالية بمدينة القاهرة، لأب يدعى «سعيد حسين خليل السيسي» صاحب محل بازار، وأم تدعى «سعاد إبراهيم»، وترجع أصول عائلته إلى محافظة المنوفية.

## التأهيل العسكري
- بدأ حياته العسكرية عام 1970 طالبًا في المدرسة الثانوية الجوية.[85]
- تخرج من الكلية الحربية المصرية عام 1977 حاصلا على درجة البكالوريوس.
- حصل على درجة الماجستير من كلية القادة والأركان عام 1987.
- حصل على درجة الماجستير من كلية القادة والأركان البريطانية عام 1992 بنفس التخصص.
- حصل على زمالة كلية الحرب العليا من أكاديمية ناصر العسكرية العليا عام 2003.
- حصل على زمالة كلية الحرب العليا الأمريكية عام 2006.

## السيرة المهنية قبل الرئاسة

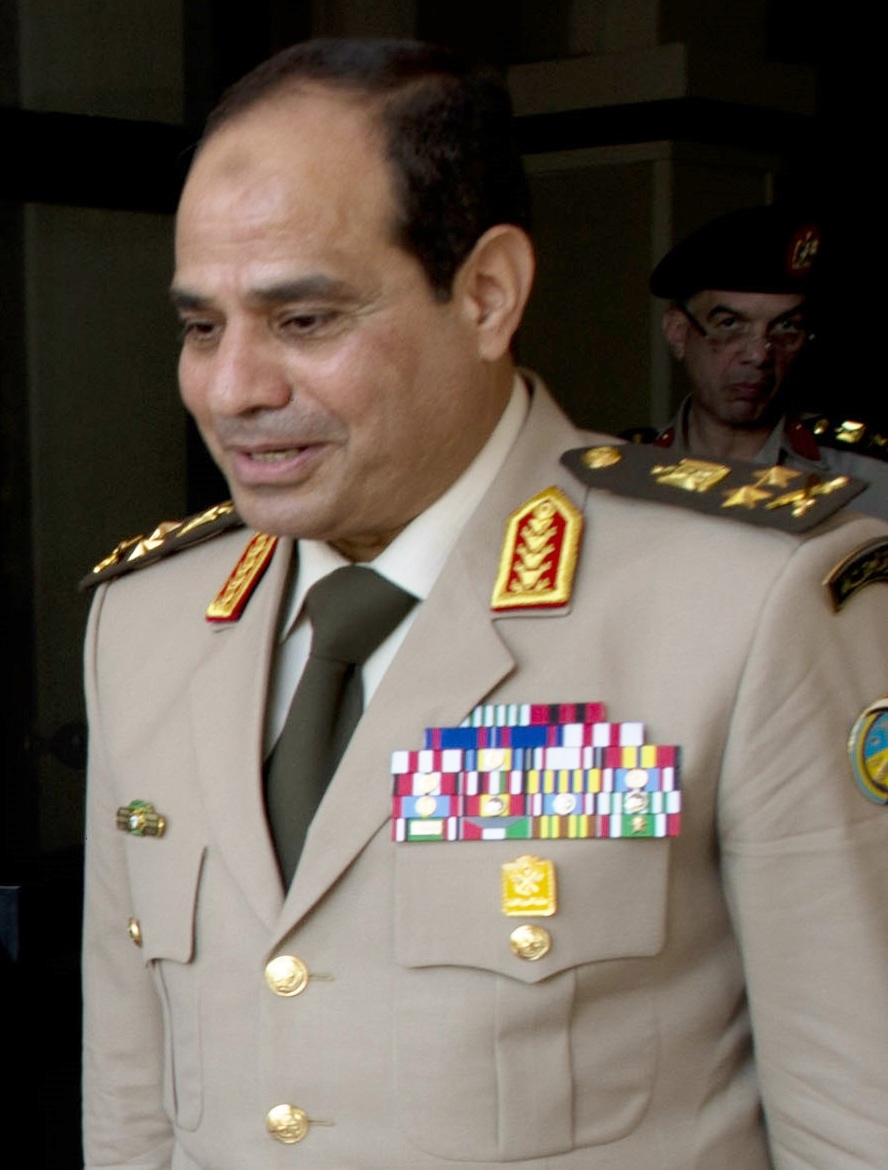
عبد الفتاح السيسي أثناء تولية منصب وزير الدفاع عام 2013

### قبل التعيين وزيرًا للدفاع
- قائد كتيبة مشاة ميكانيكي.[86][87]
- ملحق دفاع بالمملكة العربية السعودية.[86][87]
- رئيس فرع المعلومات والأمن بالأمانة العامة لوزارة الدفاع.[86][87]
- رئيس أركان لواء مشاة ميكانيكي.[86][87]
- قائد لواء مشاة ميكانيكي.[86][87]
- رئيس أركان الفرقة الثانية مشاة ميكانيكي.[86][87]
- قائد الفرقة الثانية مشاة ميكانيكي.[86][87]
- رئيس أركان المنطقة الشمالية العسكرية.[86][87]
- قائد المنطقة الشمالية العسكرية.[86][87][88]
- نائب مدير إدارة المخابرات الحربية والاستطلاع.[86][87]
- مدير المخابرات الحربية والاستطلاع (يناير 2010 - أغسطس 2012).[86][87]

### خلال فترة حكم المجلس الأعلى للقوات المسلحة
كان أصغر أعضاء المجلس الأعلى للقوات المسلحة سنًا قبل اختياره لمنصبه. كما كان أول من أكد أن أفرادا من الشرطة العسكرية قد أجروا، في مارس 2011، ما عُرف إعلاميًا بكشوف العذرية، قائلاً أنها مبررة؛ لأنها تحمي الفتيات من الاغتصاب وتحمي الجنود من الاتهام بالاغتصاب.

### خلال فترة حكم الرئيس محمد مرسي
في 12 أغسطس 2012، أصدر الرئيس آنذاك محمد مرسي قراراً بترقية السيسي من رتبة لواء إلى رتبة فريق أول وتعيينه وزيراً للدفاع وقائداً عاماً للقوات المسلحة، خلفاً للمشير محمد حسين طنطاوي، وكان وقتها يشغل منصب رئيس المخابرات الحربية والاستطلاع. وقد اعتبره حزب الحرية والعدالة وقتها «وزير دفاع بنكهة الثورة».

#### بيان 3 يوليو 2013

السيسي وهو يُلقي بيان 3 يوليو 2013.

في 3 يوليو 2013 أعلن وزير الدفاع «وقتها» الفريق أول عبد الفتاح السيسي عزل الرئيس محمد مرسي، وتعطيل العمل بدستور 2012، وتسليم السلطة لرئيس المحكمة الدستورية العليا المستشار عدلي منصور، وأُعلن عن عدة إجراءات صحبت ذلك عُرِفت بخارطة الطريق أيدها المعارضون للرئيس محمد مرسي، واعتبروا ذلك تأييداً لمطالب شعبية ومظاهرات 30 يونيو، بينما اتُهم السيسي حينها من قبل جزء آخر من المُجتمع المصري والدولي بأنه قام بانقلاب عسكري. وعزل الرئيس المصري المنتخب محمد مرسي وعطّل العمل بالدستور، وقُطع بث عدة وسائل إعلامية، وكلّف رئيس المحكمة الدستورية عدلي منصور برئاسة البلاد. وتم احتجاز الرئيس محمد مرسي في مكان غير معلوم لعدة أشهر، وصدرت أوامر باعتقال 300 عضو من الإخوان المسلمين.

### خلال فترة حكم الرئيس عدلي منصور
في 27 يناير 2014 تمت ترقيته لرتبة مشير بقرار من الرئيس عدلي منصور، وكان قد سبقه اجتماع للمجلس الأعلى للقوات المسلحة أعلن فيه أنه يوافق على «التكليف الشعبي» لوزير الدفاع وقتها عبد الفتاح السيسي بالترشح للرئاسة. في 26 مارس 2014 أعلن رسميا استقالته من منصبه وترشيح نفسه لانتخابات رئاسة الجمهورية وذلك بعد اجتماع للمجلس الأعلى للقوات المسلحة حضره الرئيس عدلي منصور، وتمت أثناءه ترقية الفريق صدقي صبحي إلى فريق أول وتعيينه وزيرا للدفاع خليفة للسيسي في اليوم التالي.

## رئاسة مصر

### الترشح لرئاسة الجمهورية
أُعلن عن خارطة طريق عقب عزل الرئيس محمد مرسي في يوليو 2013 وضعها المجلس الأعلى للقوات المسلحة في أعقاب الاحتجاجات الشعبية المطالِبة بعزل الرئيس محمد مرسي من منصبه، وتضمنت تعطيل العمل بالدستور بشكل مؤقت؛ وتعيين رئيس المحكمة الدستورية العليا رئيسا مؤقتا لمصر؛ وإجراء انتخابات رئاسية مبكرة، والتي نظمت في مايو 2014.
في 26 مارس 2014 أعلن عبد الفتاح السيسي استقالته من منصبه وزيرًا للدفاع والترشح رسميًا لانتخابات رئاسة الجمهورية، وتقدم في أبريل من نفس العام بأوراق ترشحه رسميًا والتي تضمنت نحو 188 ألف توكيل من المواطنين، وبعد غلق باب الترشح أعلنت اللجنة العليا للانتخابات عن أن المنافسة ستكون بين السيسي وحمدين صباحي فقط في الانتخابات التي جرت خلال شهر مايو 2014 بمشاركة المصريين داخل مصر وخارجها. وقد فاز فيها السيسي بحصوله على 780104 23 أصوات بنسبة 96.9% من الأصوات الصحيحة.

### الترشح لولاية ثانية
بتاريخ 19 يناير 2018 وإبان قرب نهاية ولايته الأولى أعلن عبد الفتاح السيسي ترشحه لولاية ثانية في الانتخابات الرئاسية المزمع إجراءها في أواخر شهر مارس من نفس العام، في حين أعربت العديد من الصحف العربية والعالمية عن انتقادها البالغ للإجراءات القمعية المتخذة ضد أغلب المنافسين على مقعد الرئاسة مما أسفر عن انحصار المنافسة بينه وبين المرشح الوحيد موسى مصطفى موسى في المقابل صرحت الحكومة المصرية أن الإجراءات المتخذة ضد المرشحين المحتملين، كانت لمخالفتهم إجراءات الترشح القانونية أو القوانين العسكرية المصرية.
في 29 مارس 2018 أفادت تقارير صحفية بأن الأرقام الأولية لعمليات فرز أصوات الناخبين تشير إلى إعادة انتخاب عبد الفتاح السيسي لفترة رئاسية ثانية، وأن عدد المشاركين في الانتخابات بلغ 23 مليوناً و293 ألف ناخب، بينما عدد الناخبين المسجلين في مصر نحو 59 مليون، بمعدل مشاركة بلغ نحو 40% من عدد الناخبين الذين لهم حق التصويت.
في 2 أبريل 2018 أعلنت الهيئة الوطنية للانتخابات، برئاسة المستشار لاشين إبراهيم عن انتخاب عبد الفتاح السيسي رئيسا للجمهورية في ولاية ثانية بفوزه 97.08% من الأصوات الصحيحة. وأعلنت الهيئة أن عدد المقيدين بقاعد البيانات 59 مليونا 78 ألفا و138 ناخبا، وعدد من أدلوا بأصواتهم في الخارج 157 ألفا و60 ناخبا، وعدد من أدلوا بأصواتهم في الداخل 24 مليونا و97 الفا و92 ناخبا، وعدد من أدلوا في الداخل والخارج 24 مليونا و254 ألفاً و152 ناخبا بنسبة 41.05%"، وأن عدد الأصوات الصحيحة 22 مليونا و491 ألفًا و921 صوتًا بنسبة 92.73% وأن عدد الأصوات الباطلة مليونًا و762 ألفًا و231 صوتًا بنسبة 7.27% من إجمالي الأصوات. وحصل المرشح عبد الفتاح السيسي على 21 مليونا و 835 ألفا و387 صوتًا بنسبة 97.08% من الأصوات الصحيحة، بينما حصل المرشح موسى مصطفى على 656 ألفًا و534 صوتًا بنسبة 2.92% من الأصوات الصحيحة.
في 2 يونيو 2018 أدى عبد الفتاح السيسي اليمين الدستورية أمام مجلس النواب لفترة رئاسية ثانية في جلسة خاصة وذلك طبقاً للمادة 144 من الدستور المصري والمادة 109 من اللائحة الداخلية لمجلس النواب.

### الترشح لولاية ثالثة
في 18 ديسمبر 2023، أعلن عن فوز عبد الفتاح السيسي بولاية رئاسية ثالثة الذي حصل على 89.6% من الأصوات (39,7 مليون صوت)، بعد تغلبه على ثلاثة مرشحين آخرين وهم حازم عمر من الحزب الشعبي الجمهوري (4,5% من الأصوات)، وفريد زهران رئيس الحزب المصري الديمقراطي (يسار وسط) (4% من الأصوات) وعبد السند يمامة من حزب الوفد الليبرالي العريق (1,9% من الأصوات).

### الاقتصاد

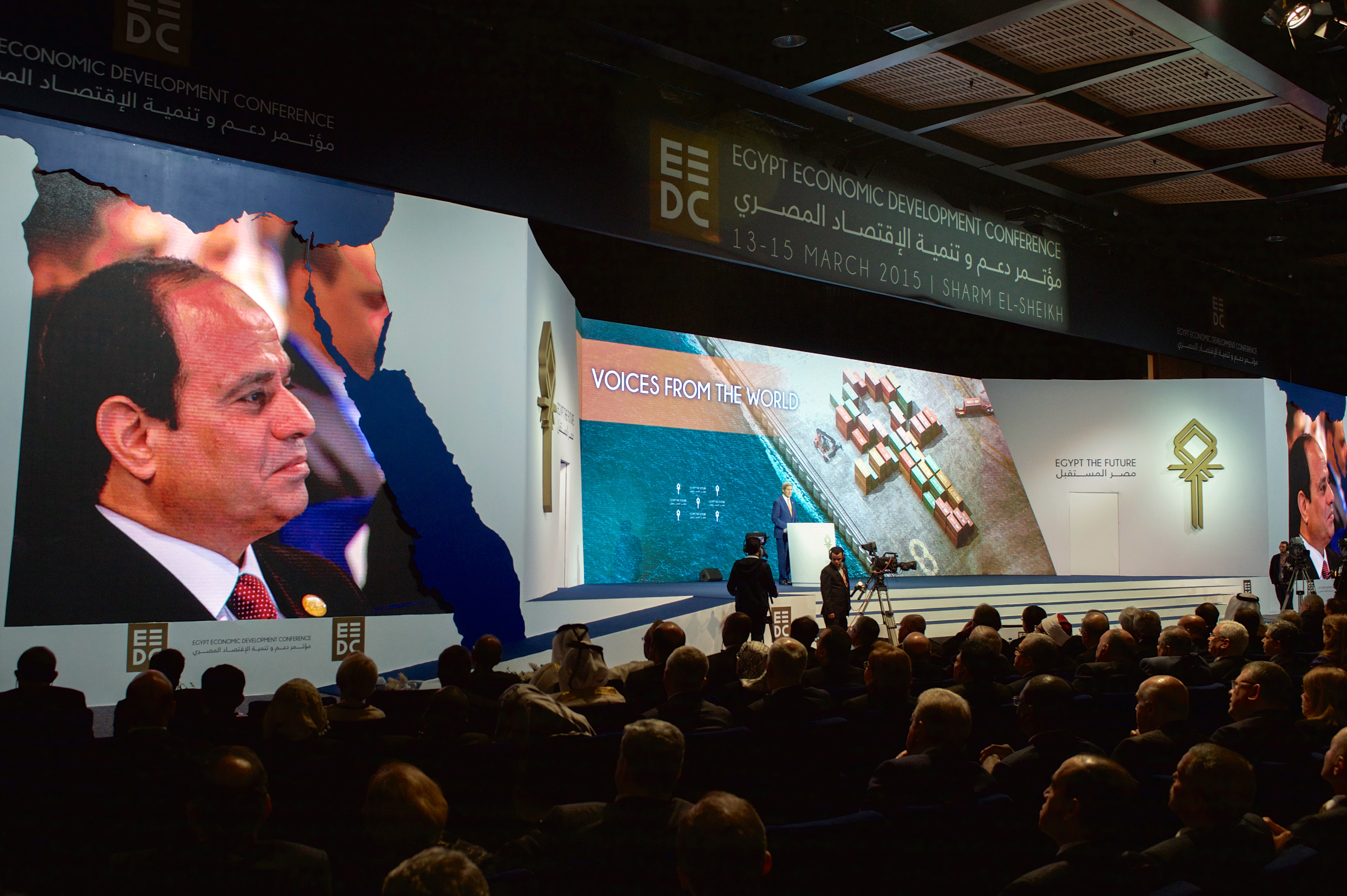
مؤتمر التنمية المصري في شرم الشيخ.

تسلم السيسي السلطة في وقت كان فيه الاقتصاد المصري يعاني بشدة، فكان الاقتصاد في حالة من السقوط الحر، وصل فيه النمو الاقتصادي إلى 2% في السنة، والتضخم المرتفع إلى خانة العشرات، ومعدل البطالة الذي وصل إلى 13%، مع معدل بطالة الشباب بأكثر من ضعف ذلك، والمصاحب بانخفاض في الاحتياطيات الأجنبية بأقل من 17 مليار دولار. سرعان ما بدأ السيسي بمحاولة تدعيم اقتصاد البلاد، فتواصل مع الدول الأجنبية للحصول على دفعات نقدية، فحصل على حزم مساعدات من الكويت والمملكة العربية السعودية والإمارات العربية المتحدة بقيمة 12 مليار دولار، بالإضافة إلى قرض بقيمة 12 مليار دولار لمدة ثلاث سنوات من صندوق النقد الدولي. اتخذت الحكومة في المقابل إجراءات تقشفية صعبة كانت آثارها واضحة على الطبقات الدنيا والمتوسطة، فيما يخص خفض الدعم على المحروقات، وتعويم الجنيه المصري وفرض ضريبة القيمة المضافة، ما أدى إلى ارتفاع معدل التضخم فوق مستوى 30% وما صاحبه من ارتفاع في الأسعار، وزيادة في تكلفة الخدمات الحكومية مثل مياه الشرب والكهرباء والمواصلات.
أقر السيسي في خطاباته التي يوجهها باستمرار للشعب المصري، بصعوبة تلك الإجراءات، لكنه أكد في نفس الوقت أنه في حالة غياب تلك الإجراءات الإصلاحية للاقتصاد المصري ستنتج بالتتابع آثار أسوأ بكثير.
ومع ذلك فقد بدأت تلك الإجراءات تؤتي ثمارها، ووصلت نسبة النمو الاقتصادي 5.4%، وانخفض التضخم ليقترب من 11%، وبلغ معدل البطالة أدنى مستوى له منذ ثماني سنوات، وارتفع احتياطي النقد الأجنبي إلى 44 مليار دولار. بل وبدأت صناعة السياحة المدمرة بالتعافي وعادت إلى الظهور بنسبة 30% حتى عام 2018 مقارنة بأرقام العام السابق، لتدر إلى الخزانة العامة مصدر مهم للعملة الصعبة، وفي نفس الوقت تساهم في خفض معدلات البطالة بما توفره من وظائف مرتبطة بها. بدأت كذلك الشركات الأجنبية بالتوجه للاستثمار المباشر في مصر ومن بين تلك الشركات إيني الإيطالية وسيمنز الألمانية وروساتوم الروسية.

#### الأزمات الاقتصادية العالمية
جائحة كورونا
الحرب الروسية الأوكرانية
الحرب الأهلية السورية
الحرب الأهلية الليبية
الحرب الأهلية السودانية

### التعليم
- إطلاق نظام التعليم الجديد بالمدارس العامة والرسمية «التجريبية» والقومية والخاصة، بهدف بناء نشء مصري جديد مؤهل علمياً بشكل مختلف تماماً عما كان يقدمه نظام التعليم السابق.[118]
- تنفيذ التجربة اليابانية في التعليم «التوكاتسو»، للارتقاء بمنظومة التعليم، والتي تقدم أنشطة تربوية تهدف إلى إعداد شخصية إنسانية متزنة ومتكاملة.[119] وبناء 45 مدرسة مصرية يابانية تقدم خدمات تعليمية مميزة بمقابل مادي.[120]
- التوسع في إنشاء المدارس الحكومية الدولية التي تمنح شهادة البكالوريا وشهادة النيل الدولية، بهدف تقديم خدمة تعليمية متميزة بدعم حكومي، ينافس المدارس الدولية الخاصة ذات المصروفات المرتفعة.[121][122]

### الصحة
- بدء تنفيذ منظومة التأمين الصحي الشامل، في ضوء القانون الصادر برقم 2 لسنة 2018 والذي يهدف إلى مد التغطية التأمينية الشاملة لجميع المواطنين خلال 15 عامًا (على 5 مراحل)، على أن تتحمل الخزانة العامة للدولة قيمة اشتراك المؤمن عليهم من فئات غير القادرين بمن فيهم المتعطلين عن العمل غير القادرين وكل فرد من أفراد أسرة المعالين.[123]
- إطلاق مبادرة إنهاء قوائم الانتظار على مدار 3 سنوات.[124]
- إطلاق مبادرة القضاء على فيروس سي والكشف عن الأمراض غير السارية.[125]

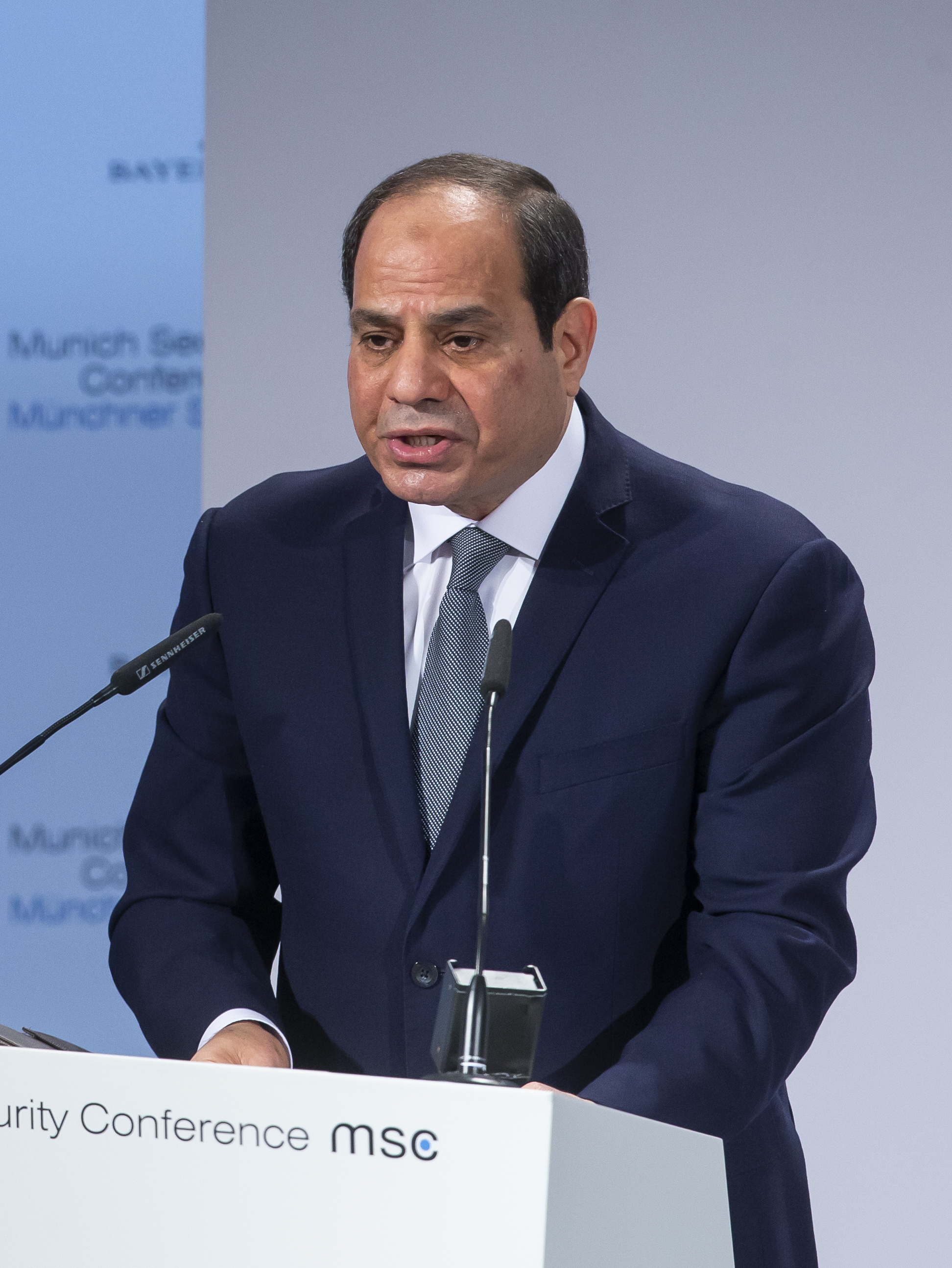
الرئيس السيسي في مؤتمر ميونغ للأمن 2019.

### السياحة
عانى قطاع السياحة المصري من ضربات موجعة بسبب حالة عدم الاستقرار السياسي التي أعقبت ثورة 25 يناير، وما تبعها من حوادث إرهابية وحوادث طيران أدت إلى عزوف فئة كبيرة من السائحين عن زيارة مصر. إلا أن العوائد السياحية عادت للتعافي مرة أخرى لتحتل مصر المركز الثاني على قائمة منظمة السياحة العالمية للوجهات السياحية الأسرع نمواً في العالم لعام 2017.

### الصناعة
- دعم المشروعات المتوسطة والصغيرة ومتناهية الصغر.[128]
- الحد من الاستيراد العشوائي وتشجيع المنتج المصري أمام المنتجات الأجنبية.[129]
- إنشاء وتطوير مدن ومناطق صناعية متخصصة مثل مدينتي الروبيكي للجلود والأثاث في دمياط.[130]

### الشباب
في حوار للسيسي مع صحيفة سعودية، أبدى خلاله سعيه للاستماع إلى آراء الشباب وتأهيله لتمكينه من الحصول على فرص قيادية، ووضح ذلك من خلال المؤتمرات الوطنية للشباب التي يعقدها السيسي بشكل مستمر ويحضر فعاليتها في مدن مصرية مختلفة للتواصل مع شباب مصر الذي مثل طبقاً لإحصائيات عام 2016 نسبة 37.6% من تعداد السكان، كذلك إطلاقه لمبادرة البرنامج الرئاسي لتأهيل الشباب للقيادة، وإنشاء الأكاديمية الوطنية لتأهيل وتدريب الشباب.

### التضامن الاجتماعي
أبدى السيسي اهتمامه بالفئات الاجتماعية التي تحتاج إلى رعاية عاجلة فأطلقت وزارتي التضامن الاجتماعي ووزارة التموين والتجارة الداخلية بالتعاون مع صندوق تحيا مصر ومؤسسات المجتمع المدني عدة مشروعات للرعاية والتضامن الاجتماعي منها:
- زيادة الحد الأدنى للأجور.
- زيادة دعم البطاقات التموينية: زيادة قيمة ما يستحقه الفرد في بطاقة التموين والتي يستفيد منها المواطنين المقيدين بالبطاقات التموينية من خلال صرف السلع المدعمة شهرياً من عبر بقالين التموين ومنافذ مشروع جمعيتي والمجمعات الاستهلاكية.[133]
- برنامج تكافل وكرامة وهو برنامج دعم نقدي مشروط لمكافحة الفقر، ومد مظلة الحماية الاجتماعية للفئات الأولى بالرعاية في المجتمع من أسر فقيرة أو مسنين أو أيتام أو من يعانون من عجز كلي أو جزئي يعوقهم عن العمل.[134]
- برنامج مستورة لدعم وتمكين المرأة المعيلة عن طريق قروض متناهية الصغر تساعدها كي تصبح عنصراً منتجاً وفاعلاً في المجتمع بدلاً من متلقية للدعم.[135]
- مبادرة مصر بلا غارمين وهي مبادرة لسداد ديون الغارمين والغارمات والإفراج عنهم بعد أن صدرت ضدهم أحكام قضائية بالسجن.[136]
- مبادرة حياة كريمة: وهي مبادرة لتطوير البنى التحتية بالقرى الأكثر احتياجا.
- مبادرة إحنا معاك: لإنقاذ وتوفير الرعاية الكاملة للمشردين في الشوارع ومن هم بلا مأوى.[137][138]
- برنامج أطفال بلا مأوى لحماية الأطفال بلا مأوى، وتقديم الخدمات العاجلة لهم مثل التغذية والخدمات الصحية والإحالة للجهات المعنية بتقديم الخدمات للأطفال وأسرهم.[139]
- مبادرة التأمين على العمالة المؤقتة والموسمية «شهادة أمان».[140][141]
- برنامج مودة: لتدريب وتعريف الشباب المقبل على الزواج بالطرق الصحيحة لحماية الأسرة ومواجهة ظاهرة تفككها.[142]
- مشروع السكن البديل: لنقل سكان المناطق العشوائية الخطرة إلى وحدات سكنية آمنة مخططة حديثة مؤثثة.
- برنامج سكن كريم: لتوفير الخدمات الأساسية للأسر الفقيرة والمحرومة من مياه شرب نقية وصرف صحي، وترميم أسقف المنازل.[143]
- مشروع جمعيتي: وهو يستهدف تغطية المناطق المحرومة والقرى التي تبعد عن المجمعات الاستهلاكية على مستوى الجمهورية، بهدف توفير فرص عمل للشباب، وتوفير السلع الأساسية بأسعار مناسبة للمواطنين.[144]

### النقل والمواصلات
اهتم السيسي بقطاع النقل والطرق بشكل واضح، حيث أوضح في أحاديثه أن هذا القطاع لم يكن مؤهلاً أو مناسباً لمستقبل الاستثمار في مصر، فبدأت مصر مشروعات جادة وضخمة في هذا القطاع منها:

#### المواني والممرات البحرية
- قناة السويس الجديدة: هو مشروع بهدف إلى زيادة إيرادات وقدرات قناة السويس التنافسية. تم البدء في المشروع في أغسطس 2014 وافتتح في أغسطس 2015.[146][147]
- قناة بورسعيد: هو مشروع لحفر قناة شرق ميناء بورسعيد بطول 9.5 كم بهدف تطوير ميناء الشرق التفريعة ليصبح ميناء عالمي يستوعب أكبر كمية من التجارة العالمية، وأن تعبر السفن مباشرة إلى الميناء دون المرور في قناة السويس.[148]
- أنفاق ربط شرق وغرب قناة السويس: هو مشروع لإنشاء نفقين (شمالي وجنوبي) للسيارات بجنوب بورسعيد ونفقين (شمالي وجنوبي) للسيارات بشمال الإسماعيلية.[149]
- تطوير منطقة شرق بورسعيد: هو مشروع لتطوير منطقة شرق بورسعيد بما في ذلك تطوير ميناء شرق بورسعيد، والمنطقة الصناعية واللوجيستية، والمزارع السمكية.[150]
- تطوير موانئ الإسكندرية والمكس والدخيلة (ميناء الاسكندرية الكبير):
- تطوير ميناء أبو قير:
- تطوير ميناء دمياط:
- تطوير ميناء السخنة:
- تطوير ميناء العريش:

#### الطرق
احتلت مشاريع الطرق والكباري أهمية خاصة وملحوظة فعلى مدار عدة أعوام شهد هذا القطاع نقلة نوعية في أطوال وجودة الطرق منها على سبيل المثال:
- المشروع القومي للطرق: هو مشروع لإنشاء 14 طريق جديد خلال عام بأطوال تصل إلى 1200 كيلو متر.[151][152][153]

#### المطارات
- هو مشروع تحويل مطارات عسكرية قائمة ليتم استخدام جزء منها للنشاط المدني مثل مطار سفنكس بـ6 أكتوبر، ومطار العاصمة الإدارية الجديدة ومطار البردويل.[154]

#### السكك الحديدية
- تعاقدت الهيئة القومية لسكك حديد مصر مع شركة ترانس ماش هولدنج المجر (TMHH) (تحالف مجري/روسي)، على شراء 1300 عربة ركاب جديدة تشمل 500 عربة مميزة و500 عربة مميزة مكيفة و300 عربة مكيفة درجتين أولى وثانية، شاملة قطع الغيار المطلوبة، على أن تقوم الشركة بإنشاء ورشة جديدة مزودة بجميع الأدوات والمعدات المطلوبة لصيانة وعمرة العربات.[155]

### الإسكان ومحطات المياه والصرف

#### المدن الجديدة
- العاصمة الإدارية الجديدة: هو مشروع إنشاء مدينة جديدة شرق القاهرة لتصبح العاصمة الإدارية والمالية الجديدة لمصر، ومقر الإدارات الحكومية والوزارات الرئيسية، وكذلك السفارات الأجنبية.[156][157]
- مدينة الجلالة: هو مشروع إنشاء مدينة الجلالة تقع بين العين السخنة والزعفرانة على ارتفاع 700 مترًا من سطح البحر، بمساحة 17 ألف فدان، المدينة مخطط لها أن تكون كاملة المرافق والخدمات تضم مدينة طبية، وقرية أوليمبية، ومنتجع سياحي علي مساحة 1000 فدان، وإسكان لمحدودي الدخل، ومناطق خدمية، ومنشآت تعليمية (جامعة الملك سلمان)، بالإضافة إلى طريق العين السخنة- الزعفرانة، الذي يشق جبل الجلالة على أن يقام على جانبه منطقة صناعية جديدة تشمل إنشاء مصنع للأسمدة الفوسفاتية ومشتقاتها، بجانب تطوير الاستفادة من منطقة المحاجر بجبال الرخام التي تنتج «رخام الجلالة» «وخام الكولينا» الذي يدخل في صناعات الأسمنت والطفلة ورمل الزجاج.[158][159]
- مدينة العلمين الجديدة: هو مشروع إنشاء مدينة جديدة داخل حدود محافظة مطروح على مساحة 48 ألف فدان تقريباً تستهدف عدد من السكان يبلغ حوالي مليوني نسمة.[160][161]
- مدينة المنصورة الجديدة: هو مشروع إنشاء مدينة ساحلية جديدة على مساحة 5100 فدان على ساحل البحر المتوسط بين جمصة وكفر الشيخ لاستيعاب أكثر من نصف مليون مواطن.[162][163]
- مدينة ناصر بأسيوط.[164]

#### الإسكان الاجتماعي
- مشروع المليون وحدة سكنية: هو مشروع لتنفيذ مليون وحدة للإسكان الاجتماعي ومحدودي الدخل.[165][166]

#### تطوير العشوائيات
أبدى السيسي اهتماما ملحوظا بتطوير العشوائيات والمناطق الخطرة في أغلب محافظات مصر إما بمشروعات حكومية أو بالاشتراك مع مؤسسات المجتمع المدني من خلال اتباع حزمة مختلفة من الخيارات إما بتطوير المباني ذات الحالة المعمارية الجيدة أو بهدم المباني المتهالكة التي لا يمكن تطويرها وتعويض ساكنيها بتعويضات مالية أو وحدات سكنية بديلة في مباني حديثة الإنشاء خصصت لهذا الغرض أو التعويض بأجر مسكن مؤقت لحين تطوير المنطقة العشوائية ثم إعادة التسكين مرة أخرى مع استثمار الوحدات السكنية الزائدة، ومن أشهر تلك المشروعات (الأسمرات، المحروسة، معاً، أهالينا، مثلث ماسبيرو، روضة السيدة زينب، أرض الخيالة، عين الصيرة، بشاير الخير).

#### محطات المياه والصرف
- محطات تنقية المياه العذبة: هي مشاريع لتنفيذ وتوسعة 6 محطات هي «العاشر من رمضان، أكتوبر، السادات، أسيوط، هضبة أسيوط، غرب قنا» بإجمالي طاقة منتجة 1.4 مليون م3/يوم.[168]
- محطات تحلية مياه البحر: هي مشاريع إنشاء محطات تحلية مياه في مطروح، الضبعة، جنوب سيناء، العين السخنة، الجلالة، شرق بورسعيد، العلمين الجديدة.[169]
- محطات معالجة الصرف الصحي:
- محطات معالجة مياه الصرف الزراعي: منها محطات المحسمة ومحطة بحر البقر والحمام بغرض استغلال المياه المعالجة في استصلاح الأراضي الصحراوية.

### الطاقة

#### الكهرباء
شهد قطاع الكهرباء قبل تولي السيسي الرئاسة مشاكل وأعطال تسببت في غضب واسع بين المواطنين بسبب انقطاع التيار بشكل مستمر لتخفيف الأحمال. عقب تولي السيسي منصب الرئاسة أولى اهتماماً خاصاً لهذا القطاع، وتحسنت الخدمة بشكل ملحوظ مع توفير الوقود اللازم لمحطات الكهرباء وإضافة قدرات جديدة للشبكة القومية من خلال خطة عاجلة للقيام بأعمال الصيانة لمحطات الكهرباء، إنهاء أعمال المحطات تحت الإنشاء، إبرام تعاقدات بقيمة 6 مليارات يورو مع شركة سيمنس العالمية لإضافة قدرات جديدة للشبكة موزعة على ثلاث محطات عملاقة في (بني سويف، البرلس، العاصمة الإدارية)، التوسع في تنويع مصادر الطاقة وخاصة المتجددة منها والتي تشمل بشكل أساسي طاقة الرياح والطاقة الشمسية وتكنولوجيا الضخ والتخزين، وتم إصدار القانون رقم 203 لسنة 2014 لتحفيز الاستثمار في مجال الطاقة الجديدة والمتجددة، إنشاء محطات باستخدام تكنولوجيا الفحم النظيف، تفعيل وتنفيذ عقود مشروع المحطة النووية المصرية الأولى بالضبعة، تطوير شبكة نقل الكهرباء وشبكات التوزيع، ترشيد استهلاك الطاقة سواء حكومياً أو من خلال رسائل موجهة للمستهلكين، إتمام مشروعات الربط الكهربائي مع الدول المجاورة للاستفادة من اختلاف ساعات الذروة بين الصباح والمساء في البلاد المشتركة.
خلال عام 2023 ظهرت أزمة انقطاع التيار الكهربائي في المدن المصرية والتي أرجعتها الحكومة إلى ارتفاع درجات الحرارة بشكل غير مسبوق ما ترتب عليه زيادة الطلب على استهلاك مزيد من الكهرباء وبالتالي ارتفاع المستهلك من إمدادات المحروقات بمحطات الكهرباء وانخفاض للضغوط بشبكة الإمدادات عن ما هو مخطط للاستهلاك مسبقاً. قامت الحكومة باتخاذ عدة إجراءات لمجابهة تلك الأزمة مثل تخفيض أيام العمل الحكومية وقطع الكهرباء لمدة ساعة واحدة يومياً مع تحديد جداول لتوقيتات وأماكن انقطاع الكهرباء.

#### البترول
انتعشت صناعة البترول بشكل ملحوظ في عهد السيسي فحققت مصر الاكتفاء الذاتي من الغاز الطبيعي، وتوقفت عن استيراده بغرض الاستهلاك المحلي، وذلك من خلال تنمية حقول الغاز المكتشفة، وعلى رأسها حقل ظهر، حقول شمال الإسكندرية وغرب البحر المتوسط (جيزة وفيوم)، حقل آتول في شمال دمياط، حقل نورس بدلتا النيل، بل واتجهت مصر إلى التحول إلى مركز إقليمي للطاقة بتوقيع اتفاقيات مع الدول المجاورة لاستيراد الغاز وتسييله في مصر بغرض تصديره مرة أخرى، فوقعت مصر في سبتمبر 2018 اتفاقاً مع قبرص لنقل غاز حقل أفروديت القبرصي لمصانع الإسالة المصرية بهدف إعادة تصديره، عن طريق خط غاز بحري مباشر بين البلدين. وبالنسبة للاستهلاك المحلي فقد اتجهت الحكومة إلى إسراع وتيرة مشروعات توصيل الغاز الطبيعي إلى المنازل في ضوء مساهمة ذلك في تحسين الظروف المعيشية والتيسير على المواطنين وفي نفس الوقت توفير الموارد المالية للدولة نتيجة فرق تكلفة الدعم بين البوتاجاز والغاز الطبيعي. أما صناعة تكرير البترول والبتروكيماويات فشهدت تطوراً ملحوظاً إما عن طريق إضافة توسعات جديدة لشركات قائمة بالفعل أو إنشاء شركات ومصانع جديدة بهدف تحقيق أعلى قيمة مضافة من الثروات البترولية.
وفيما يخص اتفاقيات البحث الجديدة وقعت وزارة البترول المصرية نحو 65 اتفاقية جديدة باستثمارات تقترب من 15 مليار دولار، مع شركات أجنبية دولية مثل إيني الإيطالية واينا نافتا بلين الكرواتية وبي بي البريطانية وشل الهولدنية وأباتشي الأمريكية وبتروناس الماليزية وكويت إنرجي ودوفر الكندية وروكهوبر البريطانية وإديسون الإيطالية وأبيكس إنترناشيونال إنرجي الأمريكية. على جانب آخر كشفت وزارة البترول عن طرحها جزء من أسهم 11 شركة تخضع لإشرافها في البورصة للاستثمار، وذلك ضمن برنامج حكومي لطرح شركات بالبورصة يشمل 23 شركة، يهدف إلى توفير التمويل اللازم لتلك الشركات لتعزيز قدرتها التنافسية.

### الزراعة والثروة الحيوانية
- المشروع القومي لتأهيل وتبطين الترع.
- مشروع الدلتا الجديدة: لاستصلاح أراضي جديدة بالصحراء الغربية بالقرب من الساحل الشمالي الغربي تصل مساحتها الإجمالية الموزعة على عدة مشاريع (مستقبل مصر، وجنة مصر وغيرها) إلى 2.2 مليون فدان.
- مشروع توشكى الخير: لإعادة إحياء مشروع توشكى الزراعي والوصول بالمساحة المستصلحة للزراعة إلى نحو 1.5 مليون فدان بالوادي الجديد.
- مشروع شرق العوينات: هو امتداد لمشروع شرق العوينات بغرض زيادة الرقعة المستصلحة للزراعة لتصل إلى 220 ألف فدان على عدة مراحل.
- مشروع استصلاح الأراضي في عين دالة والفرافرة: هو مشروع لاستصلاح أراضي صحراوية جديدة للزراعة بالوادي الجديد.
- مشروع تنمية شمال سيناء: هو مشروع تنموي ضخم جزء منه مشروع زراعي لاستصلاح مساحة تتراوح ما بين 456 ألف إلى نصف مليون فدان في شمال سيناء.
- مشروع تنمية الريف المصري الجديد: هو مشروع لزراعة 1.5 مليون فدان، على عدة مراحل.[182]
- مشروع سنابل سونو: لاستصلاح أراضي جديدة بالصحراء الغربية جنوب مصر (شرق وغرب الطريق الصحراوي الغربي) باستخدام المياه الجوفية، تصل مساحتها الإجمالية الموزعة على عدة مراحل إلى 850 ألف فدان في نطاق محافظة أسوان بداية من كوم أمبو وبنبان حتى إدفو.
- مشروع استصلاح الأراضي في بني سويف.
- مشروع استصلاح الأراضي في المنيا.
- مشاريع الاستزراع السمكي: مشاريع تنمية الثروة السمكية مثل (بركة غليون، المزارع السمكية بقناة السويس، مشروع الفيروز للاستزراع السمكي).[183][184]

### السياسة الخارجية

#### الشرق الأوسط

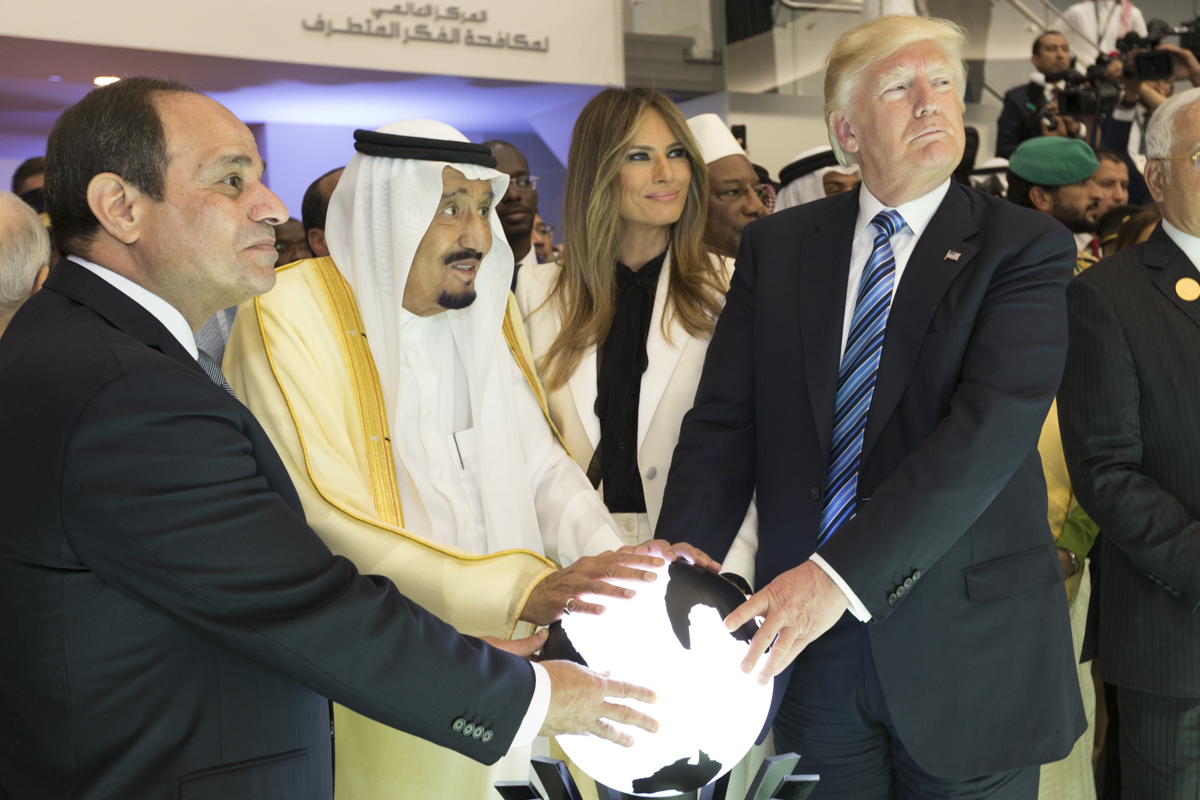
السيسي برفقة الملك سلمان والرئيس الأمريكي دونالد ترامب في قمة الرياض 2017 في المملكة العربية السعودية

في حزيران/يونيو 2014 نشرت صحيفة رويترز الأمريكية تقريرا أكدت فيه تقديم المملكة العربية السعودية والكويت والإمارات العربية المتحدة إعانات مالية قدرت بنحو أكثر من $20 مليار دولار لمساعدة مصر منذ إزاحة الرئيس محمد مرسي. في عام 2015 انضمت مصر للائتلاف العسكري بقيادة المملكة العربية السعودية ضمن تدخلها العسكري في اليمن.

##### السعودية
في نيسان/أبريل 2016 قام الملك سلمان بزيارة إلى مصر استمرت خمسة أيام وانتهت بتوقيع البَلدان لاتفاقيات اقتصادية بلغت قيمتها 25 مليار دولار تقريبا بالإضافة إلى اتفاقية ترسيم الحدود البحرية التي أقرت بأن جزيرتي تيران وصنافير الواقعتين تحت إدارة مصر هما داخل الحدود السعودية. هذا وتجدر الإشارة إلى أن إعلان توقيع الاتفاقية بما يترتب عليها من آثار قد أثار ردود فعل غاضبة في كل من وسائل الإعلام الاجتماعية ووسائل الإعلام التقليدية في مصر، حيث تعرض السيسي لانتقادات كثيرة حتى من مؤيديه. في كانون الثاني/يناير 2017، أصدرت المحكمة المصرية الإدارية العليا حكمها ببطلان اتفاقية ترسيم الحدود البحرية بين مصر والسعودية، إلا أن هذا الحكم لم يعتد به بعد نظر المحكمة المصرية الدستورية العليا القضية، ما يعني استمرار تطبيق الاتفاقية وعدم تغير موقفها القانوني.

##### سوريا
في تشرين الثاني/نوفمبر 2016، صرح السيسي في مقابلة مع قناة rtp البرتغالية «أنه من الأفضل دعم الجيش الوطني على سبيل المثال في ليبيا لفرض السيطرة على الأراضي الليبية والتعامل مع العناصر المتطرفة وإحداث الاستقرار المطلوب، ونفس الكلام في سوريا والعراق، وأن سوريا تعاني من أزمة وموقفنا يتمثل في احترام إرادة الشعب السوري وإيجاد حل سياسي والتعامل بجدية مع الجماعات الإرهابية ووحدة الأراضي السورية ثم إعادة إعمار ما دمرته الحرب، كما أننا وافقنا على القرارين الروسي والفرنسي بمجلس الأمن لأنهما يطلبان وقف إطلاق النار وإدخال المساعدات». أثارت تلك التصريحات غضباً على مواقع التواصل الاجتماعي، وفُسرت على أنها دعم لنظام بشار الأسد.
وفي ديسمبر 2016 أكد الرئيس السوري بشار الأسد أن العلاقات السورية المصرية بدأت تتحسن ببطء إلا أنها لم تصل للمستوى المطلوب، وأنها حتى هذه اللحظة محصورة بالإطار الأمني فقط، وأنه لا يوجد تشاور سياسي بين البلدين.

##### ليبيا

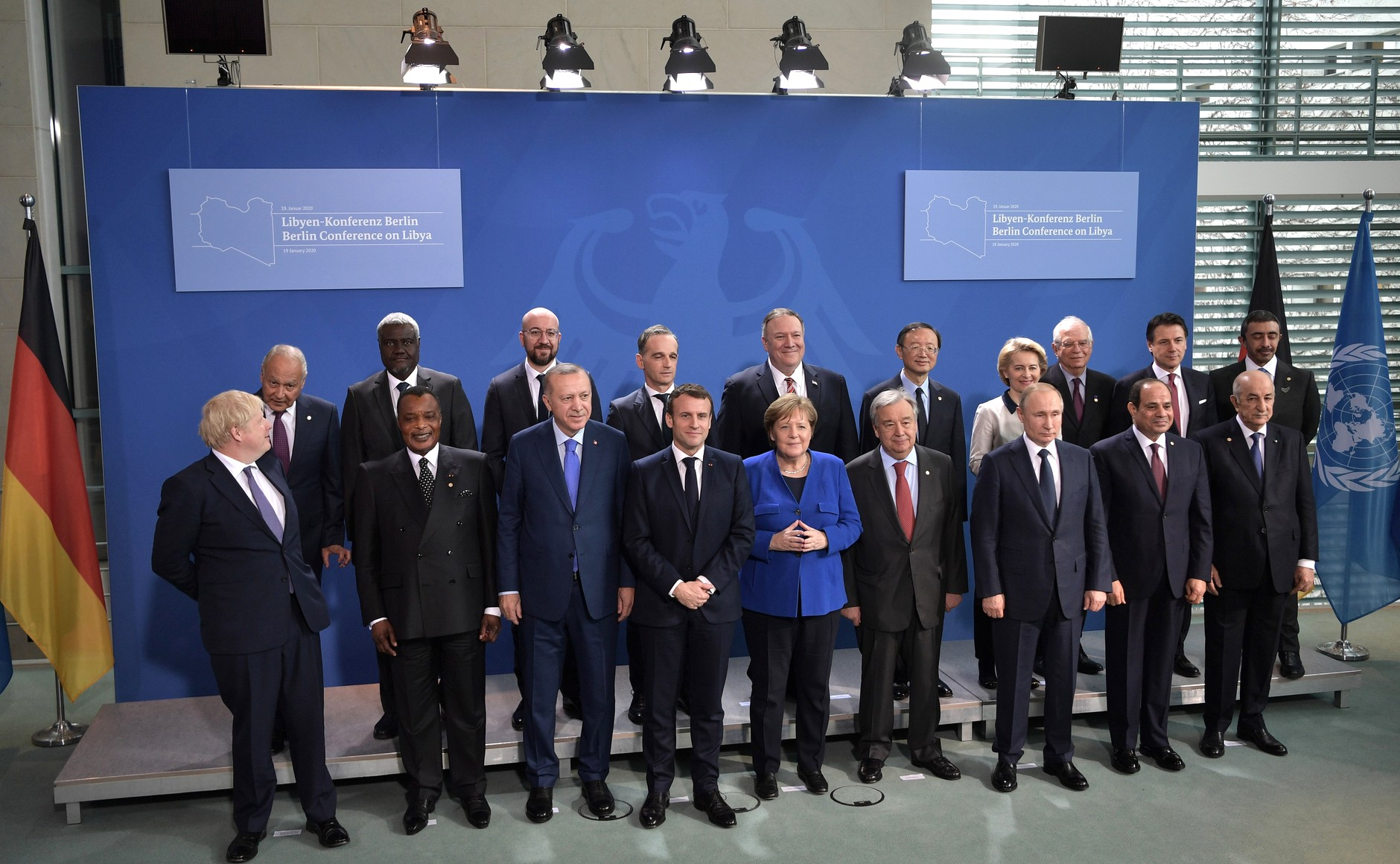
صورة جماعية لقمة ليبيا في برلين، 19 يناير 2020

أعلن السيسي في أكثر من مناسبة، دعم مصر للجيش الوطني الليبي بهدف نشر الاستقرار في الأراضي الليبية، والحفاظ على وحدتها. كما دعا إلى رفع القيود المفروضة على توريد السلاح إلى الجيش الليبي، وأكد على أهمية استمرار الجهود من أجل مواصلة الحوار بين الأطراف الليبية وإعلاء المصلحة الوطنية الليبية بما يتيح إعادة بناء مؤسسات الدولة ويلبي طموحات الشعب الليبي في عيش حياة كريمة ومستقرة. وأن مصر تسعى للتوصل إلى حل سياسي من خلال تشجيع الحوار بين مختلف الأطراف بما يساهم في عودة الاستقرار لهذا البلد والحفاظ على سيادته ووحدة أراضيه.
ويذكر أن السيسي كان قد استقبل في يناير 2016 20 شاباً مصرياً من أبناء محافظة المنيا بعد تحريرهم من أيدي الميليشيات الإرهابية المسلحة في ليبيا، والتي اختطفتهم لمدة 18 يوماً، وألقي القبض على الخاطفين بالتعاون بين الأجهزة الأمنية المصرية والليبية، وفي فبراير 2015 نفذت القوات الجوية المصرية غارات على معاقل الجماعات الإرهابية في ليبيا بالتنسيق مع الجيش الليبي، بعد أقل من 24 ساعة على بث تنظيم الدولة «داعش» في ليبيا شريطا مصوراً يظهر ذبح 21 مصريا كان قد اختطفهم في وقت سابق في ليبيا. كذلك نفذت ضربات جوية شبيهة استهدفت معاقل لجماعات متطرفة قرب مدينة درنة شرقي ليبيا، في مايو 2017، رداً على هجوم المنيا الذي أودى بحياة 29 شخص.

##### اليمن
أكد السيسي في أكثر من محفل إقليمي ودولي على التزام مصر الدائم والأصيل بدعم واستقرار اليمن ووحدة أراضيه، ودعمها المتواصل للحكومة الشرعية اليمنية تحت قيادة الرئيس اليمني عبد ربه منصور هادي، ورفض مصر القاطع أن يتحول اليمن إلى موطئ نفوذ لقوى غير عربية، أو منصة لتهديد أمن واستقرار الدول العربية الشقيقة، أو حرية الملاحة في البحر الأحمر ومضيق باب المندب. وترحيب مصر بجهود المبعوث الأممي إلى اليمن، الساعية لاستئناف المفاوضات وفقاً للمرجعيات الأساسية المتفق عليها دولياً، وفي مقدمتها المبادرة الخليجية وآلياتها التنفيذية، ومخرجات الحوار الوطني، وقرارات مجلس الأمن ذات الصلة، وذلك في إطار تأييد مصر للجهود الرامية للتوصل لحل سياسي للأزمة اليمنية، وأهمية تحقيق التوافق بين مختلف الأطراف السياسية.
من جهته أعرب الرئيس اليمني عبد ربه منصور هادي في أكثر من مناسبة عن تثمينه لموقف مصر مع الشعب اليمني ودعمها للشرعية اليمنية وإدانة ميليشيا الحوثي والمشاركة الجادة في تحالف دعم الشرعية الذي تقوده المملكة العربية السعودية لإنهاء الأزمة. وكذلك استضافة مصر عشرات الآلاف من العائلات اليمنية.

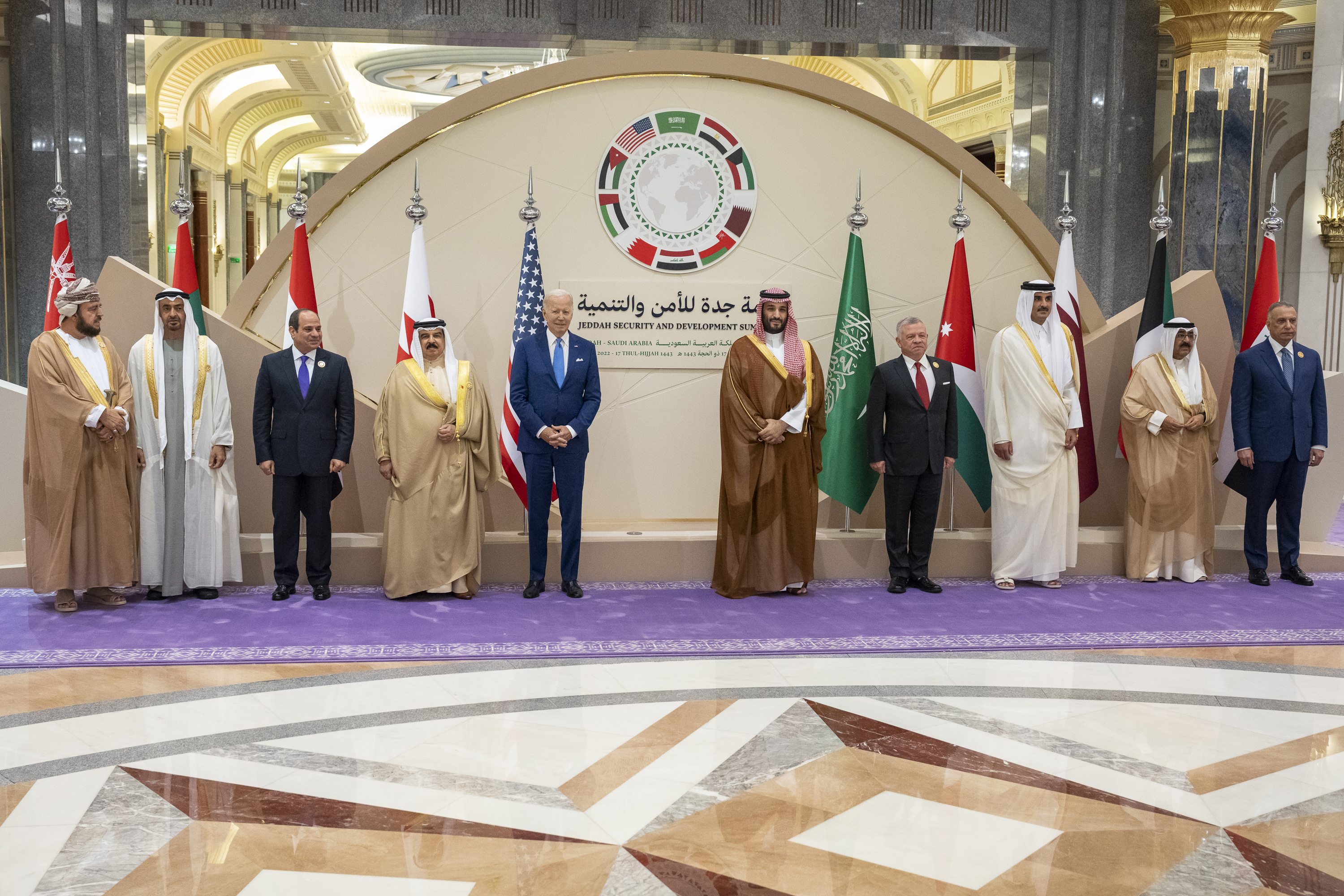
الرئيس جو بايدن يقف مع قادة دول مجلس التعاون الخليجي ومصر والعراق والأردن في "قمة جدة للأمن والتنمية".

##### قطر
بتاريخ 5 يونيو 2017 أعلنت مصر قطع العلاقات الدبلوماسية المصرية مع دولة قطر في بيان أعلنته وزارة الخارجية المصرية بالتوازي مع الإمارات والسعودية والبحرين بتهم دعمها جماعة الإخوان المسلمين المحظورة بمصر وتمويل جماعات إرهابية أخرى.

##### فلسطين وإسرائيل

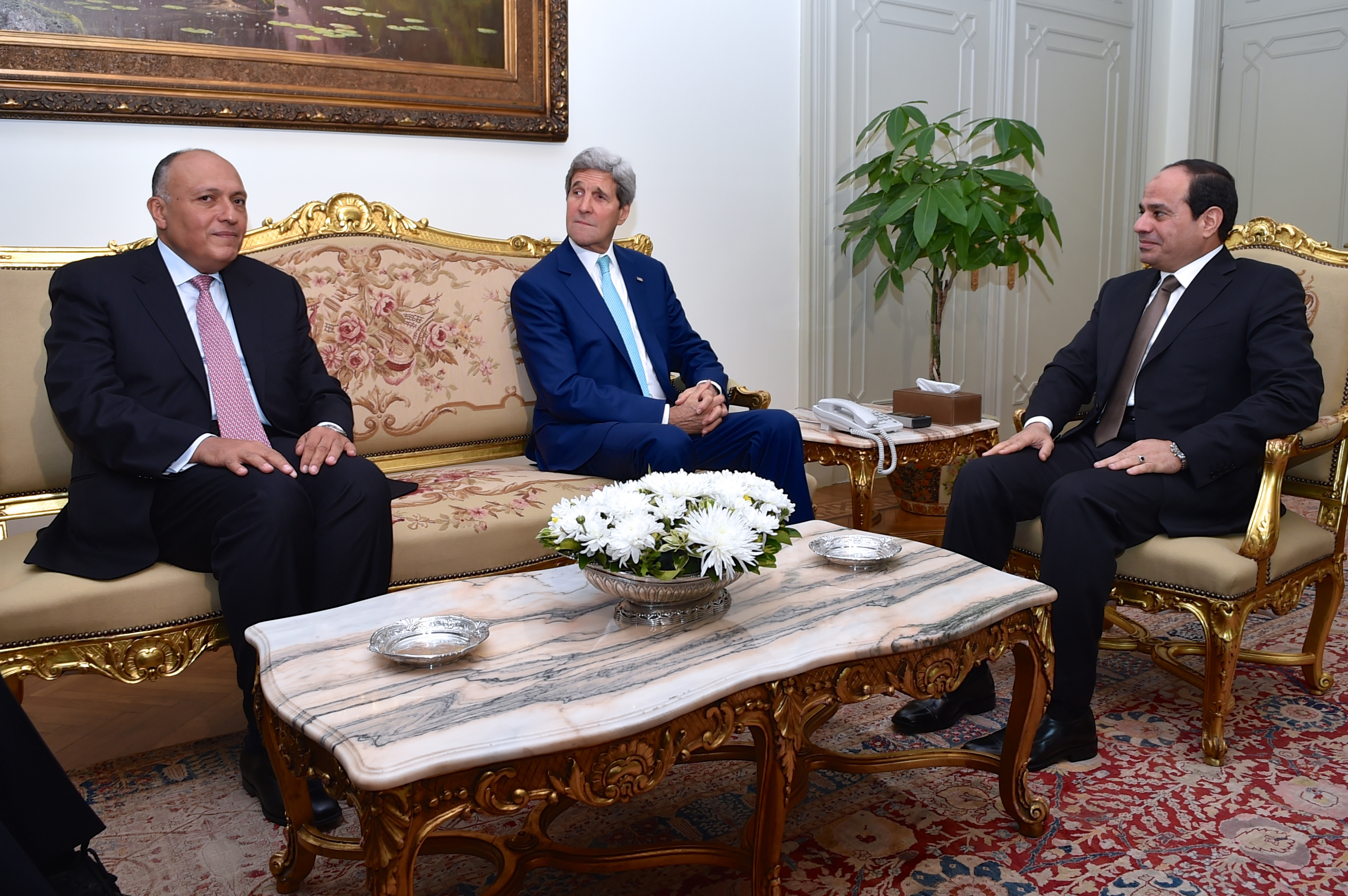
وزير الخارجية الأمريكي جون كيري مع زير الخارجية المصري سامح شكري وهما يُناقشان مشروع وقف إطلاق النار في غزة مع الرئيس المصري السيسي في القاهرة

إبان عهد عبد الفتاح السيسي عادت العلاقات الإسرائيلية المصرية إلى نمطها قبل ثورة 25 يناير وما تبعها من أحداث، خاصة فيما يتعلق بالدور المصري كوسيط في المسائل الفلسطينية الإسرائيلية والدور المصري في قضايا الشرق الأوسط بشكل عام. وأكدت تقارير صحفية غربية على تحسن العلاقات بين البلدين. وأن مصر تدعم قيام دولة فلسطين وحل الدولتين من خلال إقامة دولة فلسطينية على الأراضي التي احتُلت في عام 1967.
خلال الأشهر الأولى من رئاسة السيسي، شنت القوات الإسرائيلية حربا على غزة، فانتقدت مصر العمليات العسكرية في قطاع غزة مؤكدة على أن «السياسات القمعية التي تمارسها إسرائيل مرفوضة وأن التصعيد الإسرائيلي غير المسؤول في الأراضي الفلسطينية المحتلة والذي يأتي بشكل مفرط لا لزوم له وأن استخدام القوة العسكرية التي أدت إلى وفاة مدنيين أبرياء أمر خاطئ»؛ كما طالب السيسي إسرائيل بضبط النفس من أجل الوصول لحل دائم ومناسب لكل الأطراف.
اقترحت مصر في وقت لاحق مبادرة لوقف إطلاق النار في قطاع غزة؛ المبادرة قبلتها إسرائيل لكن حركة حماس رفضتها. وكانت مصر قد حثت العالم على التدخل ووقف الأزمة خاصة وأن الجهود المبذولة من أجل وقف إطلاق النار قد عُورضت وقُوبلت «بالتعنت والعناد». استضافت مصر عدة اجتماعات مع مسؤولين إسرائيليين وفلسطينيين في القاهرة وذلك للتوسط لوقف إطلاق النار. وأمر الرئيس السيسي القوات المسلحة المصرية بنقل 500 طن من المساعدات المكونة من مواد غذائية وإمدادات طبية إلى الفلسطينيين في قطاع غزة. انتهى الصراع بوقف إطلاق النار بوساطة مصرية في 26 آب/أغسطس 2014.

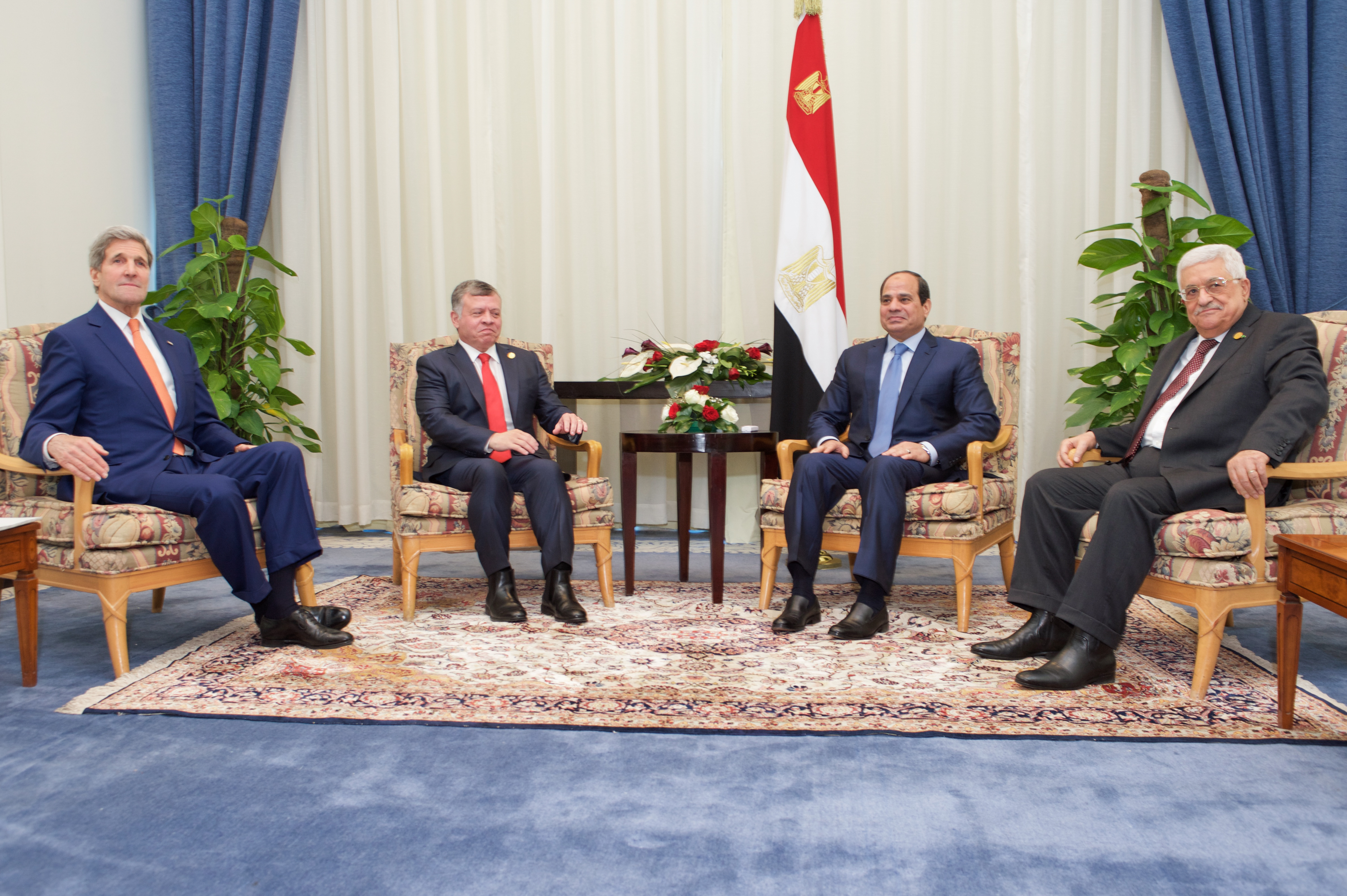
وزير الخارجية الأمريكي جون كيري والملك الأردني عبد الله الثاني والرئيس المصري عبد الفتاح السيسي ورئيس السلطة الفلسطينية محمود عباس في مركز المؤتمرات في شرم الشيخ بمصر بتاريخ 13 مارس 2015.

استضافت مصر مؤتمر المانحين الدولي في القاهرة بهدف جمع 4 مليارات دولار (3.2 مليار يورو) لإعادة إعمار قطاع غزة، وكان السيسي قد وصف الحرب الإسرائيلية على غزة عام 2014 بفرصة كبيرة لإنهاء النزاع البالغ من العمر 66 عاما، كما دعى إسرائيل إلى التوصل إلى اتفاق سلام مع الفلسطينيين قائلا: «أدعو الشعب الإسرائيلي والحكومة: هذا هو الوقت المناسب لإنهاء الصراع ...». ويُحمل السيسي الصراع الفلسطيني–الإسرائيلي مسؤولية التطرف المنتشر في الشرق الأوسط واصفا إياه بأنه «بيئة خصبة لنمو وانتشار التطرف والعنف والإرهاب». وكان السيسي قد وعد بأن مصر ستضمن حق فلسطين ولن تخرق معاهدة السلام معربا عن استعداد بلاده لنشر مراقبين مصريين يراقبون تحركات قوات السلطة الفلسطينية والجيش الإسرائيلي في الضفة الغربية وقطاع غزة.
الحوارات التي أجراها السيسي أكد فيها أيضا على أن السلطة الفلسطينية ستتخذ من قطاع غزة مركزا لها في المستقبل القريب مشددا على أن خطط السلام يجب أن تُخفف من قيود العبور في رفح.
أما بالنسبة للعلاقات الاقتصادية فقد تطورت بشكل ملحوظ في عهد السيسي، حيث لأول مرة في تاريخ مصر تقوم باستيراد الغاز من إسرائيل، حيث قرر أن تستورد شركة مصرية خاصة الغاز الإسرائيلي في الربع الأول من 2019، ونص الاتفاق على توريد كمية إجمالية قدرها 64 مليار متر مكعب من الغاز على مدى عشر سنوات، تهدف من ورائها السلطات المصرية أن تكون مركزاً إقليميا لتداول الطاقة في منطقة شرق المتوسط، خاصة في ظل تحقيق مصر للاكتفاء الذاتي من الغاز الطبيعي بعد اكتشاف حقل ظهر.

#### الولايات المتحدة

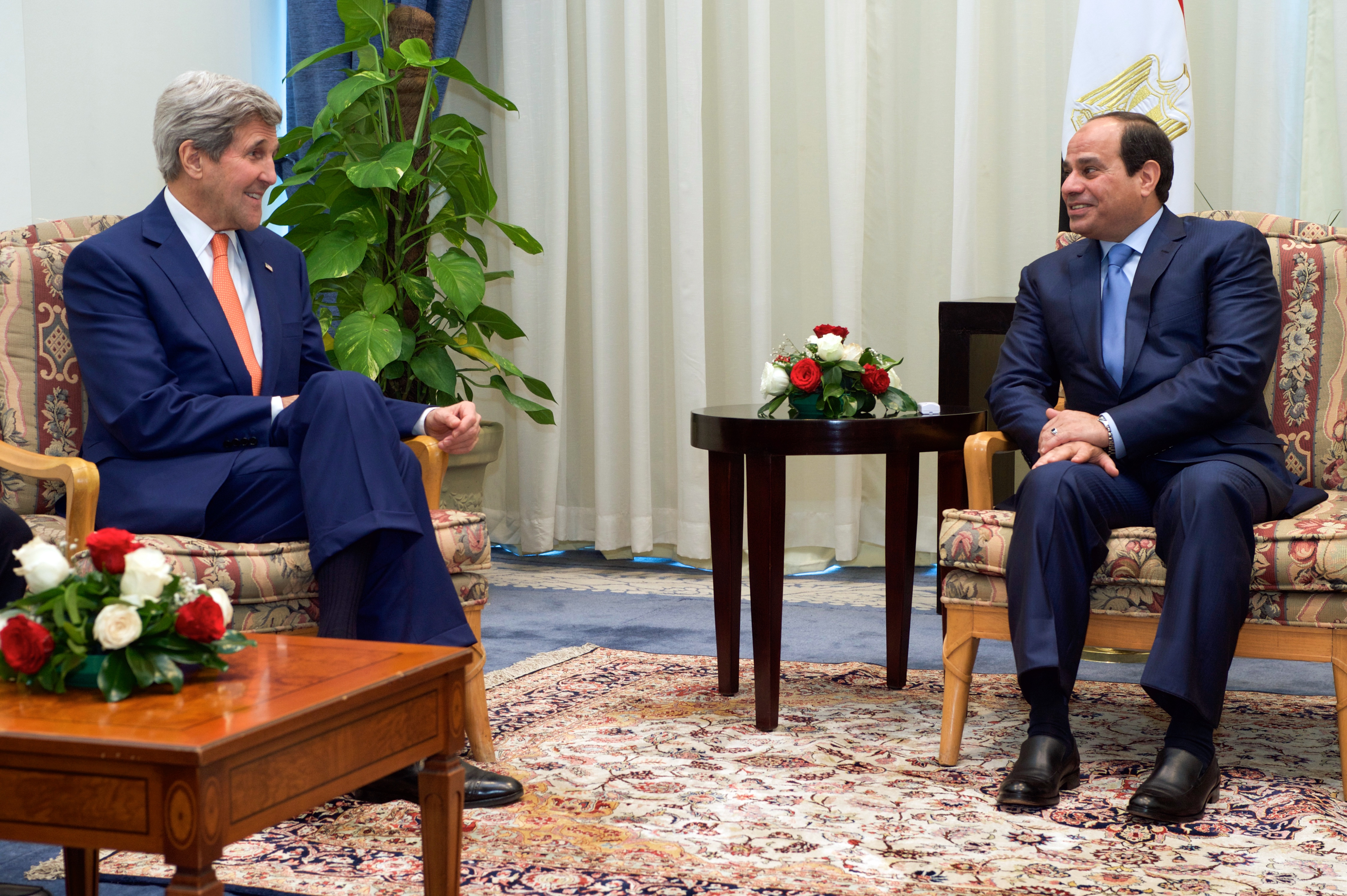
وزير خارجية الولايات المتحدة جون كيري يجلس مع السيسي في مركز المؤتمرات في شرم الشيخ بمصر في 13 آذار/مارس 2015

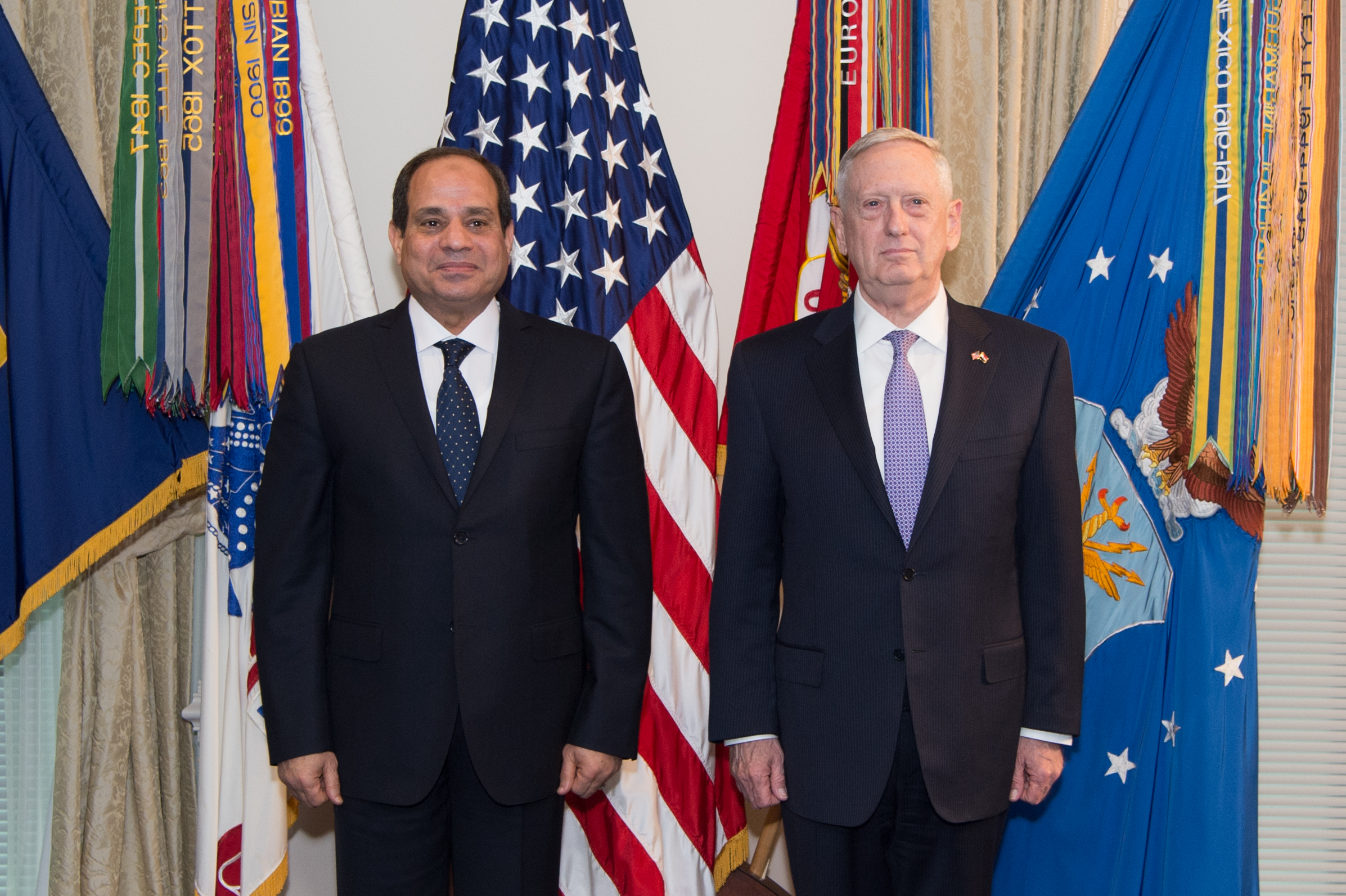
السيسي برفقة وزير الدفاع الأمريكي جيمس ماتيس في واشنطن العاصمة في 5 نيسان/أبريل 2017

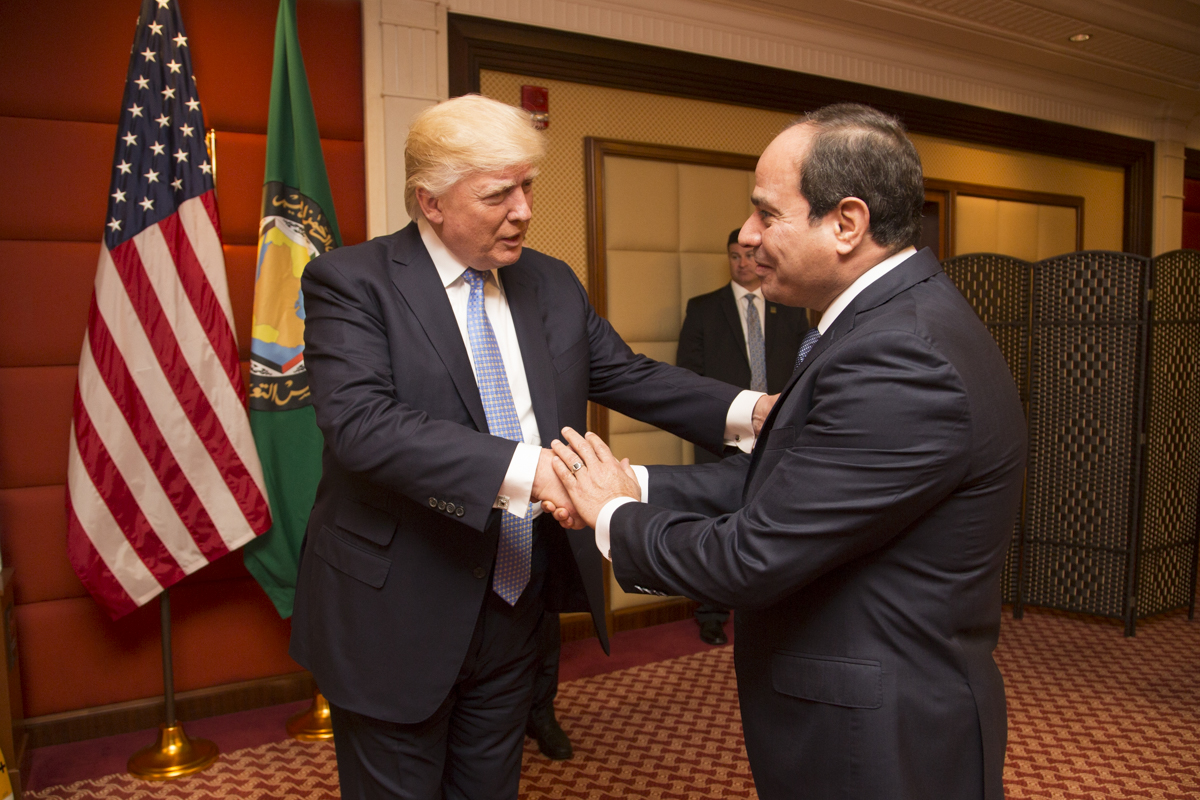
الرئيس السيسي والرئيس دونالد ترامب

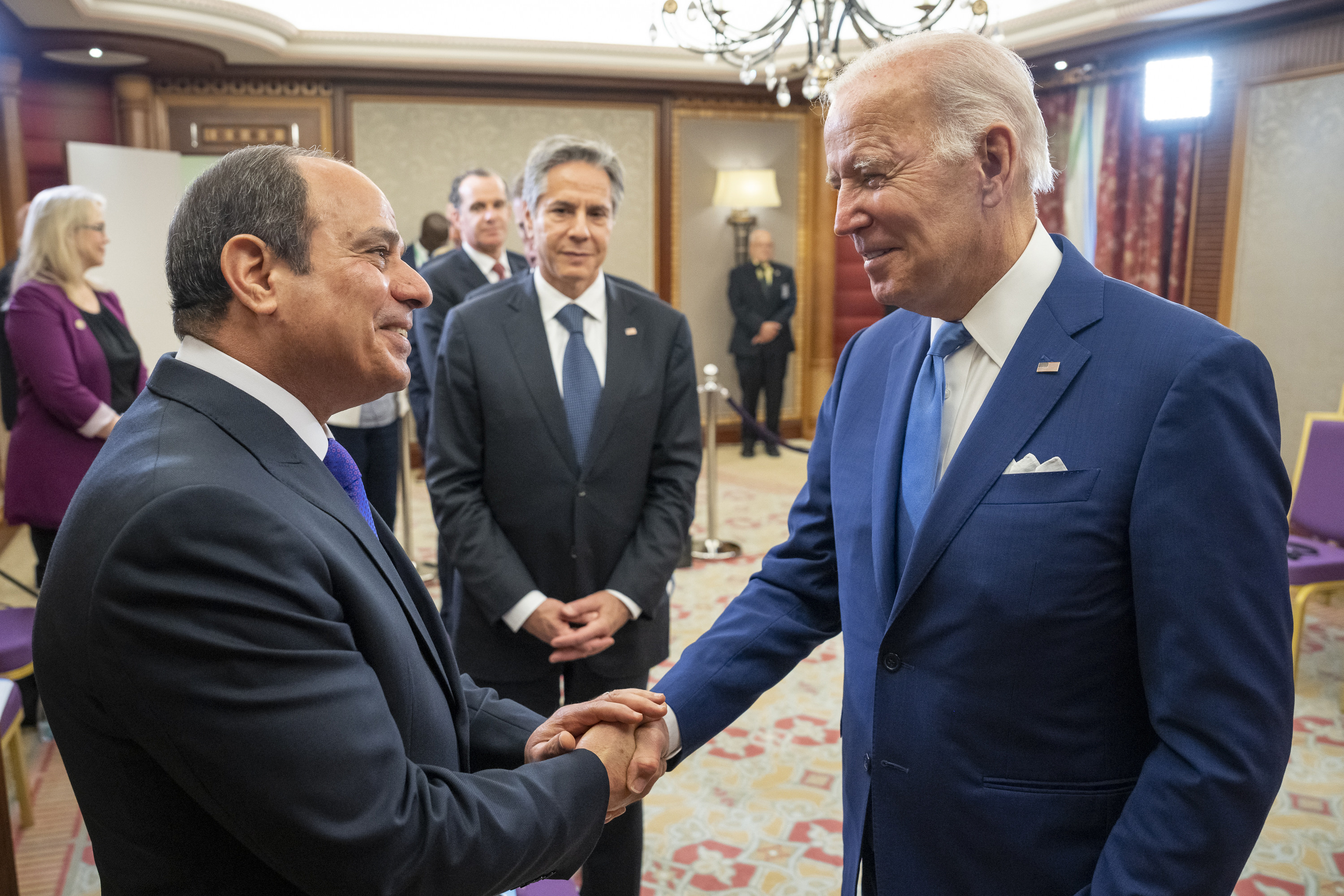
الرئيس السيسي يلتقي الرئيس الأمريكي جو بايدن.

شهدت العلاقات بين مصر والولايات المتحدة توترات بعد الإطاحة بمحمد مرسي، واتخذت الولايات المتحدة قرارات بتأخير بيع بعض المعدات والقطع العسكرية إلى مصر، وقامت أيضاً بإلغاء مناورات النجم الساطع التي تعقد دورياً في مصر والتدريبات العسكرية المشتركة مع القوات المسلحة المصرية. في المقابل صعدت مصر من لهجتها مع الولايات المتحدة فقامت إدارة السيسي بإجراءات غير اعتيادية عند تعاملها مع الإدارة الأمريكية، حيث دعت الرئيس السابق أوباما إلى ضبط النفس في التعامل مع الاضطرابات في فيرجسون منددة بإجراءات العنصرية التي يتم تطبيقها وذلك في تحد لأمريكا التي كانت تُرسل مثل هذه التحذيرات للنظام المصري بخصوص قضية تشديده الخناق على المتظاهرين الإسلاميين. وتفقد رجال أمن مصريين وزير الخارجية الأمريكي جون كيري وكبار مساعديه من خلال جهاز ثابت للكشف عن المعادن قبل اجتماع مع الرئيس عبد الفتاح السيسي في تصرف غير عادي للكشف عن مسؤول كبير في وزارة الخارجية. كما رفض السيسي حضور مؤتمر القمة الأفريقي الذي استضافه باراك أوباما بعد أن تلقى دعوة متأخرة. ومع ذلك فقد أفرجت الإدارة الأمريكية في يونيو 2014 عن مساعدات عسكرية إلى مصر بقيمة 575 مليون دولار. في سبتمبر 2014 زار السيسي الولايات المتحدة لمخاطبة الجمعية العامة للأمم المتحدة في نيويورك؛ وقد هُيئت حملة إعلامية واسعة تم توزيعها في جميع أنحاء مدينة نيويورك ترحيبا بالرئيس المصري. في أغسطس 2015 زار وزير الخارجية الأمريكي جون كيري القاهرة وصرح «بأن هناك حوار استراتيجي بين الولايات المتحدة ومصر».
خلال انتخابات الرئاسة الأمريكية 2016 التي مثَّل فيها دونالد ترامب الحزب الجمهوري أكد على أنه في حالة ما أصبح رئيساً للولايات المتحدة فإن البلدين سيبحثان تحسين العلاقات. وعقب فوز ترامب بالرئاسة كان السيسي أول من هنئه بالفوز من الزعماء العرب.
ظهر أسلوب التعاون المختلف بين القاهرة وواشنطن في ظل إدارة ترامب في أكثر من مشهد منها زيارة السيسي للعاصمة الأمريكية بدعوة من الرئيس الأمريكي في أبريل 2017، وهناك أشاد ترامب بالرئيس السيسي قائلا: «قام السيسي بعمل هائل في مصر بالرغم من كل هذه الظروف.»، كذلك عقد الرئيسين اجتماعات مصغرة على هامش اجتماعات الأمم المتحدة واجتماعات دولية أخرى، فيما غاب اسم مصر في قرار حظر السفر الذي فرضه ترامب على ست بلدان إسلامية، وعادت التدريبات العسكرية المشتركة بين البلدين للانعقاد وعلى رأسها النجم الساطع، وتبادل وزراء الخارجية للبلدين وكذلك كبار القادة العسكريين والاستخباراتيين الزيارات، وبمناسبة الأعياد الوطنية المصرية أكد ترامب على عمق ومتانة العلاقات المصرية الأمريكية، وزارت قرينته القاهرة ضمن جولتها الأفريقية. وفي 2019 عقب افتتاح السيسي كاتدرائية ميلاد السيد المسيح، علق ترامب على حسابه على تويتر: «متحمس لرؤية أصدقائنا في مصر وهم يفتتحون أكبر كاتدرائية في الشرق الأوسط، الرئيس السيسي ينقل بلاده إلى مستقبل أكثر شمولاً».

#### روسيا

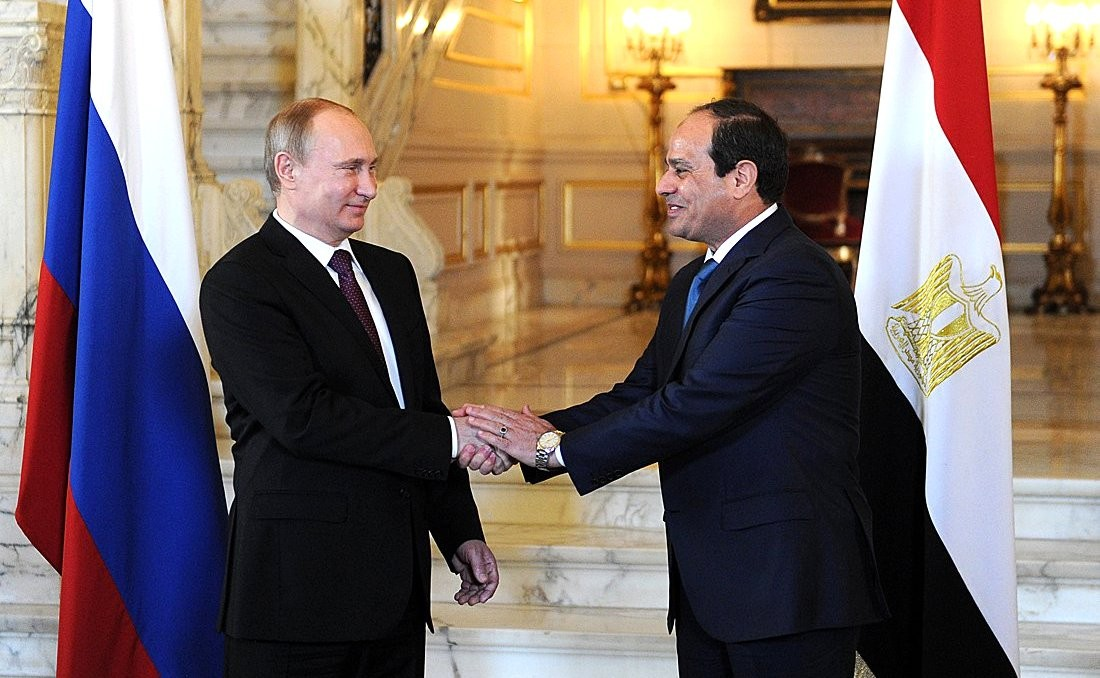
الرئيس السيسي والرئيس بوتين

شهدت العلاقات المصرية الروسية في عهد السيسي دفعة جديدة للتعاون البناء والعلاقات الاستراتيجية المتميزة بين البلدين، وذلك من خلال الزيارات المتبادلة والمتكررة بين الرئيسين المصري والروسي وكبار المسؤولين بالبلدين، بهدف تعزيز العلاقات الثنائية وتدعيم دور البلدين فيما يخص القضايا الإقليمية والدولية، وكذلك للمشاركة في المناسبات القومية للبلدين، فشارك السيسي في الاحتفالات الروسية بالذكرى السبعين للنصر في الحرب العالمية الثانية في مايو 2015، وشارك رئيس الوزراء الروسي ديمتري ميدفيديف في احتفالات مصر بافتتاح قناة السويس الجديدة. وفيما يخص المباحثات السياسية بين البلدين فتم عقدها بصيغة «2+2»، مما يجعل مصر الدولة العربية الوحيدة التي تبنت معها روسيا هذه الصيغة والتي تتبناها مع خمس دول أخرى، هي الولايات المتحدة وفرنسا وإيطاليا والمملكة المتحدة واليابان. وخلال زيارة السيسي لروسيا في أكتوبر 2018 أصدر الرئيس الروسي فلاديمير بوتين مرسوماً بتوقيع اتفاقية شراكة شاملة وتعاون استراتيجي على أعلى المستويات مع مصر، كما ألقى السيسي خلال الزيارة كلمة داخل مجلس الاتحاد الروسي، ليصبح أول رئيس أجنبي يلقي كلمة فيه.
جرى خلال بعض تلك الزيارات التوقيع على عدد هام من الاتفاقيات بما في ذلك اتفاقية إنشاء المحطة النووية بالضبعة، واتفاقية إنشاء المنطقة الصناعية الروسية بمنطقة محور قناة السويس، إلى جانب إعطاء الضوء الأخضر لإمكانية استئناف الطيران المباشر بين البلدين بعد انقطاع استمر لأكثر من عامين بسبب حادث سقوط الطائرة الروسية فوق سيناء.
على المستوى العسكري، استمر التنسيق والتعاون بين البلدين سواء من خلال توقيع اتفاقيات التسليح أو إجراء المناورات العسكرية المشتركة أو تكرار انعقاد اجتماع اللجنة العسكرية المصرية - الروسية المشتركة.

#### أفريقيا

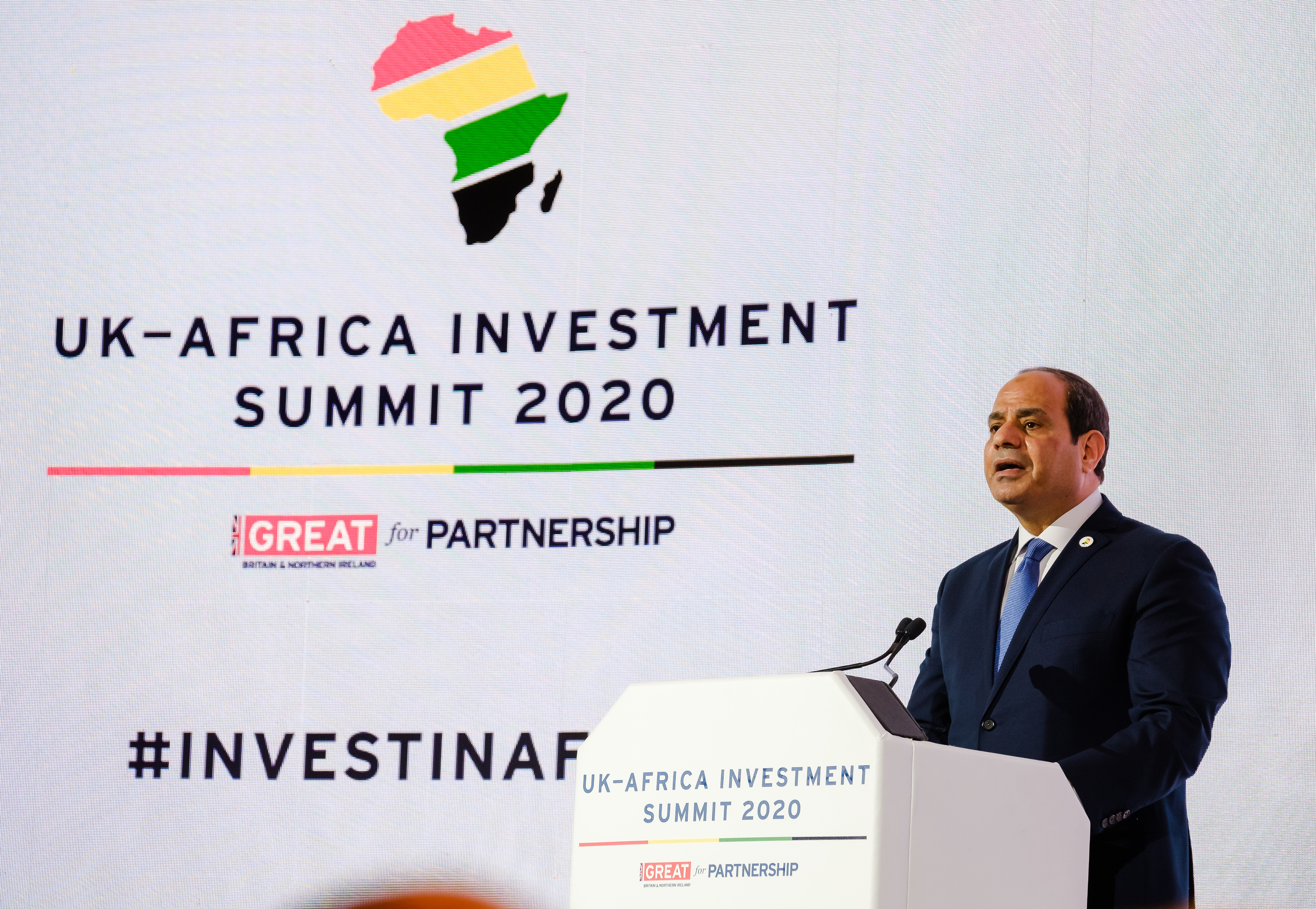
الرئيس السيسي يتحدث في قمة الاستثمار البريطانية الأفريقية في لندن 20 يناير 2020.

قام السيسي بإجراء جولة أفريقية عام 2014 في أول زيارة خارجية له منذ توليه منصبه وذلك في زيارة قصيرة إلى الجزائر قصد الحصول على دعمها من أجل مواجهة التشدد الإسلامي في شمال أفريقيا. وقبل فترة وجيزة من زيارة الجزائر كان السيسي قد وصل إلى مالابو في غينيا الاستوائية من أجل المشاركة في الدورة الثالثة والعشرين لقمة الاتحاد الأفريقي حيث ألقى خطابه هناك ملقيا اللوم على الاتحاد الأفريقي الذي جمد عضوية مصر قبل عام، كما أعلن السيسي عن إنشاء وكالة مصرية للشراكة من أجل التنمية في أفريقيا؛ واختتم جولته الأفريقية التي لم تدم طويلا بزيارة إلى دولة السودان. وزار السيسي في يوليو عام 2016 العاصمة الرواندية كيغالي لحضور قمة الاتحاد الأفريقي في دورتها السابعة والعشرون. وألتقى على هامش القمة بالرئيس الرواندي بول كاغامه. ويجدر الذكر أن التبادل التجاري بين رواندا ومصر بلغ عام 2015 نحو 30 مليون دولار من جانب رواندا عبر صادراتها إلى مصر، في حين حققت مصر حوالي 64 مليون دولار من صادراتها إلى رواندا.
وأجرى السيسي في شهر أغسطس من عام 2017 جولة أفريقية لأربع دول استمرت لمدة أربعة أيام وشملت كل من تنزانيا في أول زيارةٍ لهُ للبلاد حيث عقد محادثات حول مكافحة الفساد والتجارة والتعاون الاقتصادي بين البلدين في العاصمة دار السلام مع الرئيس التنزاني جون ماغوفولي، ورواندا التي التقى فيها السيسي بالرئيس الرواندي بول كاغامه وتباحث الاثنان في مجال التعاون الاقتصادي في مجال التجارة والاستثمارات المشتركة بين بلديهما، وزار النصب التذكاري للإبادة الجماعية الرواندية الواقع بمنطقة جاسوبو بالعاصمة كيغالي، ومن ثم زار السيسي الغابون يوم 14 أغسطس. وتمثل هذه الزيارة أول زيارة يقوم بها رئيس مصري للغابون وختم السيسي جولته بتشاد في منطقة الساحل الأفريقي حيث ألتقى بالرئيس إدريس ديبي في العاصمة نجامينا.

#### تركيا
في منتصف عام 2013 وبعد الإطاحة بالرئيس محمد مرسي شهدت العلاقات المصرية التركية تدهورا بالغاً، بسبب وجهة نظر رجب طيب أردوغان المؤيدة لمحمد مرسي رئيسا شرعيا لمصر، داعيا إلى الإفراج الفوري عنه معتبرا ما حصل في مصر انقلاب على الشرعية، كما دعا وزير الشؤون الأوروبية التركي إيجيمين مجلس الأمن الدولي إلى «اتخاذ إجراءات» في مصر. في حين اتهمت وزارة الخارجية المصرية في يوليو / تموز 2014 نظيرتها التركية بالاستفزاز والتدخل في شؤون مصر الداخلية محذرة من تفاقم العلاقات خصوصا بعد تصريح أردوغان عن الرئيس المصري أنه «طاغية غير شرعي». مما أدى إلى تراشق إعلامي وجمود حاد في العلاقات التركية المصرية. في تشرين الثاني/نوفمبر 2013، أجبرت مصر سفير تركيا على مغادرة البلاد بعد أن جدد أردوغان الدعوة إلى تحرير مرسي
عام 2014 وخلال الحرب الإسرائيلية على غزة اعتبر أردوغان أن ما تقوم به إسرائيل على القطاع يأتي بدعم من مصر الراغبة في اجثتات حماس من المنطقة؛ وردا على تصريحات أردوغان حذرت وزارة الخارجية المصرية من زيادة سوء العلاقات التركية المصرية ما لم يتراجع رجب طيب عن تصريحاته.
زادت وزارة الخارجية المصرية من تعقيد العلاقات مع تركيا بعد إلغاءها الاتفاقية البحرية المشتركة بين الدولتين بدعوى تدخل أنقرة في الشؤون الداخلية لمصر كما ألغى وزير خارجية مصر في أيلول/سبتمبر 2014، اجتماعًا مع الرئيس أردوغان بعدما ألقى هذا الأخير خطابًا انتقد فيه السلطات المصرية بشكل لاذع في الجمعية العامة للأمم المتحدة في حين نفى مستشار الرئيس التركي وجود لقاء من أصله بين زعيمي البلدين.
قررت إدارة السيسي إلغاء اتفاق سفن الدحرجة مع تركيا ومنعها من نقل الحاويات التركية إلى دول الخليج عبر الموانئ المصرية شنت مصر بتعاون مع حليفتها المملكة العربية السعودية حملة مكثفة ضد تركيا تمكنت على إثرها من إفقادها عضويتها الغير الدائمة في مجلس الأمن التابع للأمم المتحدة.
خلال عام 2023 أعلنت مصر وتركيا إعادة العلاقات الدبلوماسية بينهما إلى مستوى السفراء، بعد زهاء عشرة أعوام من القطيعة وبعد تنسيقات على عدة مستويات كان آخرها تبادل الزيارات بين وزراء خارجية البلدين.

### حقوق المرأة
طالب السيسي بإصدار قانون يمنع الطلاق الشفوي وأن يكون الطلاق أمام مأذون شرعي، وهو ما عارضته هيئة كبار العلماء بالأزهر.

#### منصب الوزير
بلغ عدد من تولين مناصب وزارية في عهده حتى الآن 15 وزيرة هم: (1) نجلاء الأهواني، (2) ناهد العشري، (3) ليلى راشد إسكندر، (4) غادة والي، (5) هالة يوسف، (6) سحر نصر، (7) نبيلة مكرم عبد الشهيد، (8) داليا خورشيد، (9) هالة حلمي السعيد، (10) رانيا المشاط، (11) إيناس عبد الدايم، (12) هالة مصطفى، (13) ياسمين فؤاد، (14) نيفين القباج، (15) نيفين جامع.

#### منصب المحافظ
قام السيسي بتعيين نادية عبده في منصب محافظ البحيرة وهي بذلك أول سيدة تشغل منصب محافظ في تاريخ مصر. وفي 2018 قام بتعيين منال عوض ميخائيل في منصب محافظ دمياط لتصبح أول سيدة مسيحية تتقلد هذا المنصب.

#### منصب مستشار رئيس الجمهورية
أصدر السيسي قراراً جمهورياً في 5 نوفمبر 2014، بتعيين فايزة أبو النجا مستشاراً لرئيس الجمهورية لشئون الأمن القومي، لتصبح السيدة الأولى في مصر التي تتولى هذا المنصب.

### استطلاعات الرأي
في عام 2013 احتل المرتبة الأولى في اقتراع نظمته التايم الأمريكية للقراء لاختيار شخصية العام حاصلاً على نسبة 26.2% من أصوات القراء،م2 وفي عام 2014 اختاره الصحفي الأمريكي ذو الأصول المصرية أيمن محيي الدين في ذات المجلة ضمن أكثر 100 شخصية مؤثرة في العالم، وفي عام 2016 احتل المرتبة 44 في قائمة مجلة فوربس للشخصيات الأكثر تأثيراً في العالم،م1 بينما صنفته في ذات العام وكالة أنباء سبوتنيك التابعة للحكومة الروسية في المرتبة الرابعة على قائمتها للزعماء والرؤساء الأكثر نشاطاً وظهوراً.
في أغسطس 2014، قال مركز أبحاث الرأي العام المصري المؤيد لنظام السيسي «بصيرة» في استطلاع للرأي أن 8% فقط من العينة لم يكونوا راضين عن أداء السيسي وأن 10% من العينة قالوا إنهم لا يستطيعون تحديد موقفهم. وأظهر الاستطلاع أن 78% من العينة قالوا إنهم سيصوتون لصالح السيسي إذا أجريت الانتخابات الرئاسية مرة أخرى في اليوم التالي بينما قال 11% إنهم لن يفعلوا. قال 89% أن هناك تحسنا في الوضع الأمني بعد تولي السيسي المنصب. 73% قالوا إن الوقود أصبح متاحاً بانتظام منذ انتخاب السيسي. وفي الوقت نفسه، اعتقد 35% من المستطلعين أن ضوابط الأسعار قد تحسنت، بينما اعتقد 32% أنها أصبحت أسوأ. 29% من المجيبين لم يروا أي تغيير، ولم يحدد 3% منهم قرارهم.
بدأت شعبية السيسي في الانخفاض في عام 2016. أشار استطلاع أجرته «بصيرة» في أبريل 2016 بعد 22 شهراً من توليه منصبه إلى أن السيسي حصل على نسبة تأييد بلغت 79% ولم يحدد 8% موقفهم بينما 13% لا يوافقون على أداء الرئيس. تشير هذه الأرقام إلى انخفاض معتدل عن الاستطلاع الأخير الذي أجري في عام 2014. وفي أكتوبر 2016، أجرت بصيرة استطلاعًا آخر أفاد بأن 68% من المستجيبين يدعمون السيسي، وهو انخفاض بنسبة 14% عن الاستطلاع الأخير الذي تم عمله في أغسطس من نفس العام، وتم استنتاج أن سبب الانخفاض هو ارتفاع الأسعار. ولوحظ اعتماد نسب قبول السيسي بصفة كبيرة على الفئة العمرية، حيث وجد الاستطلاع أن 82% ممن تتراوح أعمارهم بين 50 سنة وما فوق موافقون على الرئيس السيسي مقارنة بنسبة 50% ممن تقل أعمارهم عن 30 سنة. بينما أظهر استطلاع «أفضل شخصية سياسية في مصر» وهو استطلاع آخر تجريه «بصيرة» سنويا تراجع شعبية السيسي رغم فوزه في الاستطلاع من 54% سنة 2014 إلى 27% في 2016. ووفقًا لمسح أجري في أكتوبر 2016، وجد باحثو جامعة برينستون أن «حوالي 58٪ من المشاركين يحملون آراء إيجابية ضمنية تجاه السيسي».
بينما في دراسة أخرى في أغسطس 2016، كشفت دراسة ميدانية حديثة للمركز المصري للإعلام والرأي العام تكامل مصر أن 74٪ من المصريين يرفضون استمرار نظام السيسي في حين أن 11٪ فقط يريدون استمرار النظام و15٪ لا يهتمون بما يحدث على الساحة المصرية. ولوحظ أيضا أن رفض نظام السيسي يرتفع ضمن الفئات العمرية التي تقل عن 40 سنة ويصل إلى 81٪، وهو متقارب نسبيًا لكل من الذكور والإناث، وفقًا لدراسة «تكامل مصر». وفي نوفمبر 2018، كشف موقع معهد واشنطن للدراسات في الشرق الأدنى عن نتائج استطلاع موثق حول مصر أوضح رفض أغلبية المصريين للسياسيات الاقتصادية والاجتماعية الحالية وتصاعد الاستياء ضد عبد الفتاح السيسي. ووفقا لفورين بوليسي في ديسمبر 2018، يُشير استطلاع رأي أجراه جيمس زغبي مؤخراً، إلى أنَّ المصريين «ساخطون بشدة على أوضاعهم».
وفيما يتعلق بالتضارب الواضح في نتائج استطلاعات الرأي، قال «مصطفى خضري» رئيس المركز المصري للإعلام والرأي العام تكامل مصر أن اختلاف النتائج في استطلاعات الرأي يرجع إلى أن المراكز التابعة أو المؤيدة لأي نظام سياسي خاصة لو كان نظاما قمعيًا؛ دائمًا ما تتلاعب في متطلبات الدراسة؛ لإخراج نتائج على هوى النظام. بينما على الجانب الآخر يرى الدكتور ماجد عثمان، رئيس «بصيرة»، والذي جاءت نسب التأييد للسيسي في استطلاعه مرتفعة، أن التباين في استطلاعات الرأي، ناتج عن عدم استخدام المنهجية السليمة في الاستطلاع، مشيرا إلى أن مركز «بصيرة» ينشر منهجية البحث ولديه استقلال مالي ولا يتبع لأي جهة، مشككا في مراكز الاستطلاع الأخرى. بينما تم وصف مركز «بصيرة» بأنه مؤيد للسيسي.
وفقا لرويترز، خلال عهد السيسي، سُجن آلاف المعارضين وأغلقت الحكومة وسائل إعلام مستقلة وفرضت الكثير من القيود على إجراء استطلاعات للرأي. وحذرت الحكومة المواطنين من المشاركة في استطلاعات الرأي بعد مرور شهر على إعلان المركز المصري لبحوث الرأي العام (بصيرة) المؤيد للحكومة تراجع شعبية السيسي بنسبة 14٪ في 2016.

### محاولات الاغتيال
أعلنت السلطات المصرية في 20 نوفمبر 2016 عن تعرض السيسي لمحاولتين اغتيال، الأولى كانت عندما كان يزور السعودية لتأدية مناسك العمرة، والثانية داخل مصر وتم إحباط كلا المحاولتين.

### تعديل الدستور وتداول السلطة
في 13 سبتمبر 2015 صرح السيسي قبل انعقاد الانتخابات البرلمانية «بأن الدستور المصري كتب بنوايا حسنة، وأن الدول لا تبنى بالنوايا الحسنة فقط.».
في 22 نوفمبر 2016، قال السيسي: «في مصر لا يوجد مجال لديكتاتور، سيتم تداول السلطة كل 4 سنوات. لن يستطيع أي حاكم أن يستمر في مكانه بعد انتهاء فترة ولايته، طبقا للقانون والدستور وإرادة المصريين. لا يوجد ديكتاتورية ولا استمرار في السلطة للأبد، وهذا أحد مكاسب الثورة والدستور والقانون. لا يوجد مجال لأحد أن يستمر في مكانه أكثر من مدته».
في 6 نوفمبر 2017 صرح السيسي خلال حوار أجراه مع شبكة «CNBC» الأمريكية «أود أن أقول خلال هذه المقابلة إن هناك تطوراً كبيراً للغاية في مصر فيما يخص وضع الرئيس، وما يجب أن نضعه في الاعتبار أنه ليس هناك رئيس سوف يتولى السلطة دون إرادة الشعب المصري، ولن يستطيع أيضاً أن يواصل لفترة أخرى دون إرادة هذا الشعب، وفي كلتا الحالتين فهي 8 سنوات، وأنا مع الالتزام بفترتين رئاسيتين مدة الواحدة منهما 4 أعوام، ومع عدم تغيير هذا النظام، وأقول إن لدينا دستوراً جديداً الآن، وأنا لست مع إجراء أي تعديل في الدستور في هذه الفترة - وأضاف - إن الدستور يمنح الحق للبرلمان وللرئيس في أن يطلبا إجراء تعديلات، وأنا لا أتحدث هنا عن فترات في منصب الرئاسة، فهذه لن نتدخل فيها، ولهذا لن يستطيع أي رئيس أن يظل في السلطة أكثر من الوقت الذي يسمح به الدستور والقانون، والشعب هو الذي سوف يقرر ذلك في النهاية، ولا يناسبني كرئيس أن أجلس يوماً واحداً ضد إرادة الشعب المصري وهذا ليس مجرد كلام أقوله فقط أمام شاشات التلفزيون، فهذه قيم أعتنقها ومبادئ أنا حريص عليها وأي رئيس يحترم شعبه ومبادئه لن يظل يوماً واحداً في منصبه ضد إرادة شعبه.».
في 11 يونيو 2018 عقب تكليف مصطفى مدبولي بتشكيل الحكومة خلفاً لشريف إسماعيل أكد السيسي خلال كلمته في احتفالية ليلة القدر على وجوب إعطاء فرصة للتغيير بما فيهم شخصه.

على الرغم من ذلك، صوت البرلمان المصري في أبريل 2019 بالموافقة على تعديلات دستورية منها تحويل مدة الرئاسة من 4 إلى 6 سنوات وطرحها للاستفتاء الشعبي، ويعني ذلك إضافة سنتين إضافيتين للسيسي في ولايته الحالية، وكذلك إعطاؤه الحق لوحده حصراً في ولاية ثالثة، ما يجعل بإمكانه أن يبقى في سدة الحكم إلى عام 2030. وبرّر المشروع التعديل بالقول إن «الواقع العملي أظهر القصر الشديد لمدة الرئاسة»، وهو أمر «غير ملائم للواقع المصري المستقر». وقد وصفت التعديلات بأنها تهدف أساسا إلى تمديد حكم عبد الفتاح السيسي. ووفقا ليورونيوز، فالتعديلات تعتبر على نطاق واسع بدافع من السيسي والمحيطين به وأجهزة الأمن والمخابرات، وهم من في أيديهم السلطة الحقيقية في مصر، وجاءت المقترحات بعد شهور من التكهن بأن الرئاسة تستعد للدفع بتعديلات دستورية من خلال «برلمان مطيع». ويقول معارضو التعديلات إن مصر شهدت في رئاسة السيسي الذي انتخب أول مرة في 2014 والذي أعيد انتخابه في مارس/ آذار أمام منافس مؤيد له بشدة «أسوأ فترة قمع سياسي في تاريخها الحديث»، وإن الإصلاحات الاقتصادية التي أجراها لم تعد بالفائدة على المصريين العاديين، بينما يشير المؤيدون إلى تحسن مؤشرات الاقتصاد الكلي لمصر، ويرون إنه يستحق وقتا أطول للبناء على تلك الإصلاحات.
وفقا لإسماعيل عزام من دويتشه فيله، تتضمن التعديلات سلطات «تفوق ما كان أيام مبارك»، وهناك من يرى أن تعديلاً من هذا القبيل قد يكون مقدمة لتعديلات أخرى قادمة تتيح للسيسي البقاء فترة أطول في حكم مصر، أو حتى مدى الحياة، بحسب حسن نافعة أستاذ العلوم السياسية بجامعة القاهرة. ووفقا لعمرو مجدي من منظمة «هيومن رايتس ووتش»، فالسلطة «تريد أن تنصّ على الاستبداد في الدستور، وللبدء بذلك يجب أن يبقى الرئيس لمدة أطول». ويرى عبد العظيم حماد، مدير تحرير صحيفة الأهرام سابقاً، إن نظام الرئيس المصري عبد الفتاح السيسي مستقر بالفعل دون جدال أو نقاش «لكن ما نراهن عليه هو أن تحدث عملية تهدئة وانفتاح سياسي خاصة بعد أن حقق الرجل كل ما يريد واستقر في منصبه دون قلق حتى 2030 هذا هو رهان النخبة السياسية والمثقفة في مصر»، ويتفق معه عمار علي حسن الكاتب وخبير الاجتماع السياسي، ويرى أن التعديلات الدستورية «خطيرة». ووفقا لدويتشه فيله، يقول معارضون إن مكتسبا أساسيا من مكتسبات ثورة 2011 التي أطاحت بحسني مبارك بعد 30 عاما في الحكم وهو الانتقال السلمي للسلطة بات مهددا. ويقولون إن السيسي والدائرة المحيطة به وقادة الأجهزة الأمنية والمخابرات يقفون وراء التعديلات. ويأتي ذلك في الوقت الذي أعلنت فيه عدة منظمات حقوقية عن رفضها لإجراء الاستفتاء بحجة أنه «يتم في مناخ قمعي سلطوي، قائم على مصادرة الرأي الآخر وتشويه وترهيب المعارضين». ويرى ستيفن كوك من مجلس العلاقات الخارجية (وهو مركز أبحاث مستقل في الولايات المتحدة) أن «هذا جزء من تعزيز السيسي لسلطته». ويرى معارضون أن التعديلات تركز مزيدا من السلطات في يدي رئيس تقول جماعات لحقوق الإنسان إن عهده يشهد «حملة لقمع الحريات». وانتقدت منظمة «هيومن رايتس ووتش» الدولية التعديلات على الدستور المصري واعتبرتها «خطوة لتعزيز الحكم السلطوي» في مصر. كما انتقدت منظمة العفو الدولية التعديلات واعتبرتها «ازدراء تام» لحقوق الإنسان. وأعربت وزارة الخارجية الألمانية عن قلقها من توسيع دور السلطة التنفيذية في التعديلات. وقال البرادعي: «ثار المصريون ضد نظام» أنا ربكم الأعلى«الذي يتمتع فيه الرئيس بصلاحيات تناقض أي نظام ديمقراطي ويبقى في الحكم إلى أبد الآبدين. تعديل الدستور في هذا الاتجاه إهانة لشعب قام بثورة لينتزع حريته وعودة سافرة إلى ما قبل يناير. لا نتعلم أبداً وفي كل مرة ندفع ثمناً باهظاً يُرجعنا للوراء!». وانتقد خالد علي وحسام بدراوي وعلاء الأسواني السماح للسيسي بالحصول على فترة ثالثة. وأعرب تكتل "25-30"، وهو ائتلاف معارض من 16 نائبا برلمانيا، عن رفضه للتعديلات، واعتبرها «تعديا على مبدأ تداول السلطة». ووفقا لمنظمة «الشفافية الدولية»، ستؤدي التعديلات في حال تمريرها إلى ترسيخ مزيد من السلطة بيد الرئيس، وتعد «عودة إلى مظاهر الحكم الاستبدادي»، وتتناقض مع تصريحات السيسي في 2017.
على الجانب الآخر يرى محمد أبو حامد، أحد أعضاء البرلمان الذين أيدوا التعديلات الدستورية أن التغييرات ضرورية. وقال أن السيسي «اتخذ تدابير سياسية واقتصادية وأمنية مهمة ... (و) يجب أن يواصل إصلاحاته»، وقال إن بقاء السيسي في السلطة يعكس «إرادة الشعب». ويقول أنصار السيسي إن التعديلات ضرورية لمنحه مزيدا من الوقت لإكمال مشاريع تنموية كبرى وإصلاحات اقتصادية بدأها. وينفي المسؤولون المصريون أن السلطات تضيق الخناق على المعارضة، ويقولون إن جميع المصريين أتيحت لهم فرص إبداء الرأي في التعديلات، وأن مختلف وجهات النظر ممثلة فيها، إلا أن المعارضين والنشطاء يقولون أن هناك «حملة واسعة» على المعارضة السياسية.

## الانتقادات

### تكاليف المشاريع القومية
انتقد بعض الإعلاميين والصحفيين اهتمام السيسي ببناء وتطوير المدن الجديدة والطرق على حساب الاهتمام بتطوير الإنسان المصري أو تطوير المرافق الحيوية المتهالكة مثل المدارس والمستشفيات والسكك الحديدية. من جانبه صرح السيسي بأن عملية بناء الإنسان المصري هي عملية مجتمعية وليست عملية حكومية. وأن التوسع في بناء المدن الجديدة يهدف لتلافي ظهور المباني العشوائية وحتى يمتص المعروض من الوحدات السكنية الطلب على الإسكان مما يوفر للمواطن حياة أفضل. وأن تكاليف المدن الجديدة سوف تسترد مرة أخرى من الوافدين إليها بينما في المقابل المرافق الخدمية تحتاج توفير اعتمادات مالية يصعب استردادها مرة أخرى. وأن اهتمامه بتطوير الطرق ينبع من رغبته في التخفيف من معاناة المواطنين في التنقل، وتوفير شرايين جديدة لجذب الاستثمارات.

### هاشتاج ارحل يا سيسي
أثار تصريح الرئيس المصري عبد الفتاح السيسي عن استعداده لترك منصبه شريطة أن تكون تلك رغبة كل الشعب المصري جدلاً واسعاً على مواقع التواصل الاجتماعي. حيث أطلق مغردون مجموعة هاشتاغات انقسموا فيها ما بين مؤيد لاستمرار الرئيس بـ «هاشتاغ#الشعب_بيحبك_يا_سيسي» وآخر يطالب برحيله بـ «هاشتاغ #ارحل_ياسيسي». من جانبه أبدى السيسي انزعاجه من الهاشتاج الأخير واستهجن ظهوره في الوقت الذي يولي فيه اهتمامه للخروج بالشعب المصري من حالة العوز (الأخلاقي والعلمي والاقتصادي والمعنوي والاجتماعي) التي طالته في العقود السابقة.

### حقوق الإنسان والحريات
تتهم منظمات حقوق الإنسان الرئيس المصري عبد الفتاح السيسي بقمع المعارضة وإسكات جميع أطيافها.
في سبتمبر 2014 انتقدت منظمة هيومان رايتس ووتش حالة حقوق الإنسان في مصر تحت حكم السيسي في مستهل زيارة الأخير للولايات المتحدة من نفس الشهر، حيث انتقدت وجود الحملات القمعية المستمرة على الحريات الأساسية، بما فيها الحريات الضرورية للديمقراطية، بما فيها سجن المعارضين السياسيين على نطاق واسع، وأحكام الإعدام الجماعية، وغياب المحاسبة على مقتل أكثر من ألف متظاهر بأيدي قوات الأمن في يوليو/تموز وأغسطس/آب 2013 
خلال شهر نوفمبر من نفس العام وصفت المنظمة أن حقوق الإنسان تراجعت تحت حكم السيسي واستشهدت باستمرار قانون التظاهر وحملات الاعتقال الواسعة للناشطين السياسيين ومحاكمة المدنيين أمام محاكم عسكرية، وطالبته بتحسين هذه الأوضاع.
كما شهد عهد عبد الفتاح السيسي ارتفاعا ملحوظا في أعداد المحكوم عليهم بالإعدام حيث ارتفع العدد من 109 في عام 2013 إلى 509 في عام 2014.

كشفت بعض المصادر عن وجود انتهاكات لحقوق الإنسان أثناء تولي السيسي لمنصبه، حيث بلغ عدد الصحفيين المحبوسين 19 صحفيًا، وهو يعد الأكبر منذ اعتقالات سبتمبر عام 1981 خلال الأيام الأخيرة من حكم الرئيس الأسبق أنور السادات، إلا أن عهد السيسي شهد أيضا غياب ظاهرة قتل الصحفيين، وهو الأمر الذي تكرر في عهد الرئيس الأسبق محمد مرسي (حالة واحدة) والرئيس المؤقت عدلي منصور حيث قتل في عهده 9 صحفيين.
في 1 سبتمبر 2018 صدق السيسي على قانون لتنظيم الصحافة والإعلام مثيل للجدل حيث ينص القانون على عقوبة السجن لمن يدخل على موقع محظور بهدف نشر المعلومات الواردة بها وينص على عقوبة السجن إذا كانت الجرائم المشار إليها تهدف إلى "الإخلال بالنظام العام أو تعريض سلامة المجتمع وأمنه للخطر أو الإضرار بالأمن القومي للبلاد أو مركزها الاقتصادي، وهو ما دفع مدير مركز القاهرة لدراسات حقوق الإنسان بهي الدين حسن بالتغريد على موقع تويتر ووصف القانون منافي للعقل والمنطق، وتجريم ما يتمتع به البشر في أرجاء المعمورة، ويعطي القانون الحق للمجلس الأعلى لتنظيم الإعلام حجب المواقع الإلكترونية في حال تأسيسها من دون الحصول على ترخيص منه ويعطي القانون المجلس حق متابعة كل موقع إلكتروني شخصي أو مدونة إلكترونية شخصية أو حساب إلكتروني شخصي يبلغ عدد متابعيه خمسة آلاف أو أكثر"، وللمجلس الأعلى الحق في وقف أو حجب هذه الحسابات الشخصية إذا «تم نشر أو بث أخبار كاذبة أو ما يدعو أو يحرض على مخالفة القانون أو إلى العنف أو الكراهية».
في 25 سبتمبر 2018 أدانت منظمة مراسلون بلا حدود مصادرة السلطات المصرية لأجهزة ومعدات صحيفة المصريون المعارضة المقربة من جماعة الإخوان المسلمين المحظورة، وكانت صحيفة المصريون ضمن أكثر من 500 موقع إلكتروني حجبتهم السلطات المصرية، بحسب إحصاء لمؤسسة حرية الفكر والتعبير ومقرها القاهرة. ووفقاً للتصنيف الدولي لحرية الصحافة لعام 2018 فإن مصر تحتل المرتبة الـ161 في قائمة تضم 180 دولة. وفي 24 يناير 2019 أعلنت منظمة العفو الدولية في بيان أن تكثيف قمع المعارضين جعل مصر «أخطر من أي وقت مضى» على من ينتقدون السلطة سلميا.
من جانبه صرح السيسي على منابر عديدة أن حقوق الإنسان لا تتجزأ ولا يمكن اقتصار الأمر على حرية الرأي فقط، وأنه يجب النظر إلى الحالة المصرية بمفهوم حقوق الإنسان الشامل في ظل الحرب على الإرهاب وسط منطقة مضطربة سياسياً، من خلال حق المواطن في الأمن والسكن والتعليم والرعاية الصحية وتوفير فرص العمل. وأن مصر ليست كأوروبا أو أمريكا وأن التعدد والاختلاف بين الدول والتنوع الإنساني أمر طبيعي، ومحاولة تحويله إلى مسار واحد فقط غير واقعية.

### تهجير سكان رفح
في 2014 بعد هجمات إرهابية في سيناء أودت بحياة الكثيرين من رجال القوات المسلحة والشرطة والمدنيين، لجأت السلطات المصرية إلى إقامة شريط عازل على الحدود المصرية مع قطاع غزة. الأمر الذي تطلب هدم عدد من المنازل في المنطقة ونقل سكانها إلى مناطق أخرى. في 2018 قام الجيش المصري بتجريف مئات الهكتارات من الأراضي الزراعية وما لا يقل عن 3 آلاف بيت وبناية تجارية، وتم هدم قرية أبو رعد بالكامل رغم بعدها عن محيط المنطقة العازلة. البعض سمى هذا القرار بالتهجير القسري للسكان بينما يراه آخرون ضرورة أمنية مقبولة لمواجهة موجة ارهابية أودت بحياة الكثيرين خاصة في ظل تعويض السكان عن منازلهم، في حين وصفته منظمة العفو الدولية بأنه انتهاك للقانون الدولي والقانون الوطني. من جانبها أعلنت السلطات المحلية أنها أعدت استبياناً لمعرفة طلبات السكان المتضررين، حيث طلب 65% تعويضاً نقدياً، في حين طلب 29% مبلغاً نقدياً وقطعة أرض مناسبة، وطلب 2% شققاً سكنية بديلة توفرها الدولة، بينما اعترض عدد من الأسر على ترك منازلهم، وأعلنت السلطات أيضاً أن المنازل التي سيكتشف تحتها أنفاق تهريب سيحرم أصحابها من التعويضات. كما أصدر الجيش المصري بياناً أكد خلاله على أن شيوخ شمال سيناء أعربوا عن تفهمهم للإجراءات التي يقوم بها الجيش.

## أسرته
السيسي متزوج من انتصار عامر ولديهم ثلاثة أولاد وابنة واحدة وهم محمود ويعمل ضابط بالمخابرات الحربية (متزوج من نهى التهامي)، ومصطفى ويعمل في الرقابة الإدارية (متزوج من رضا)، حسن ويعمل مهندس بإحدى شركات البترول (متزوج من داليا ابنة الفريق محمود حجازي رئيس أركان القوات المسلحة الأسبق)، آية (متزوجة من ابن اللواء خالد فوده محافظ جنوب سيناء).

## الأوسمة والأنواط والميداليات

### أثناء الخدمة العسكرية
|  |  |  |  |
|  |  |  |  |
|  |  |  |  |
|  |  |  |  |
|  |  |  |  |
|  |  |  |  |

- ميدالية الخدمة الطويلة والقدوة الحسنة 1998.[339][340]
- نوط الواجب العسكري من الطبقة الثانية 2005.[340]
- نوط الخدمة الممتازة 2007.[340]
- ميدالية 25 يناير 2012.[340]
- نوط الواجب العسكري من الطبقة الأولى 2012.[340]
- وسام الشرف للاتحاد العربي للمحاربين القدماء.[341]

### أثناء رئاسة الجمهورية

#### أوسمة
- وسام الأمير انريكيه  البرتغال (نوفمبر 2016).[342]
- وسام الشيخ عيسى آل خليفة  البحرين (مايو 2017).[343][344]
- وسام الاستحقاق الوطني  غينيا (أبريل 2019).[344][345]
- وسام الاستحقاق الوطني  ساحل العاج (أبريل 2019).[344][346]
- وسام صداقة الشعوب  بيلاروس (يونيو 2019).[344][347]
- وسام زايد  الإمارات العربية المتحدة (نوفمبر 2019).[344][348]
- وسام جوقة الشرف  فرنسا (ديسمبر 2019).[344][349]
- وسام سان جورج  ألمانيا (يناير 2020).[344][350]
- وسام جراند كروس أوف ذا ريديمير (بالإنجليزية:   Grand Cross of the Redeemer)‏  اليونان (نوفمبر 2020).[344]
- وسام الاستحقاق «اللجنة الأوليمبية الأفريقية «الأنوكا»» (مايو 2021).[344][351]
- وسام القائد «البرلمان العربي» (يونيو 2021).[344][352]
- وسام جمهورية صربيا  صربيا (يوليو 2022).[344][353]

#### قلائد
- قلادة الملك عبد العزيز  السعودية.[354]
- قلادة مبارك الكبير  الكويت.[355]
- قلادة مكاريوس الثالث  قبرص.[356]
- قلادة السياحة العربية من الطبقة الممتازة.[357]

#### أخرى
- الدكتوراه الفخرية من الجامعة الوطنية للخدمة العامة  المجر.[358]
- الدكتوراه الفخرية من جامعة بوخارست للدراسات الاقتصادية  رومانيا.[359]
- الدكتوراه الفخرية من جامعة بلجراد  صربيا.[360]

## معرض صور

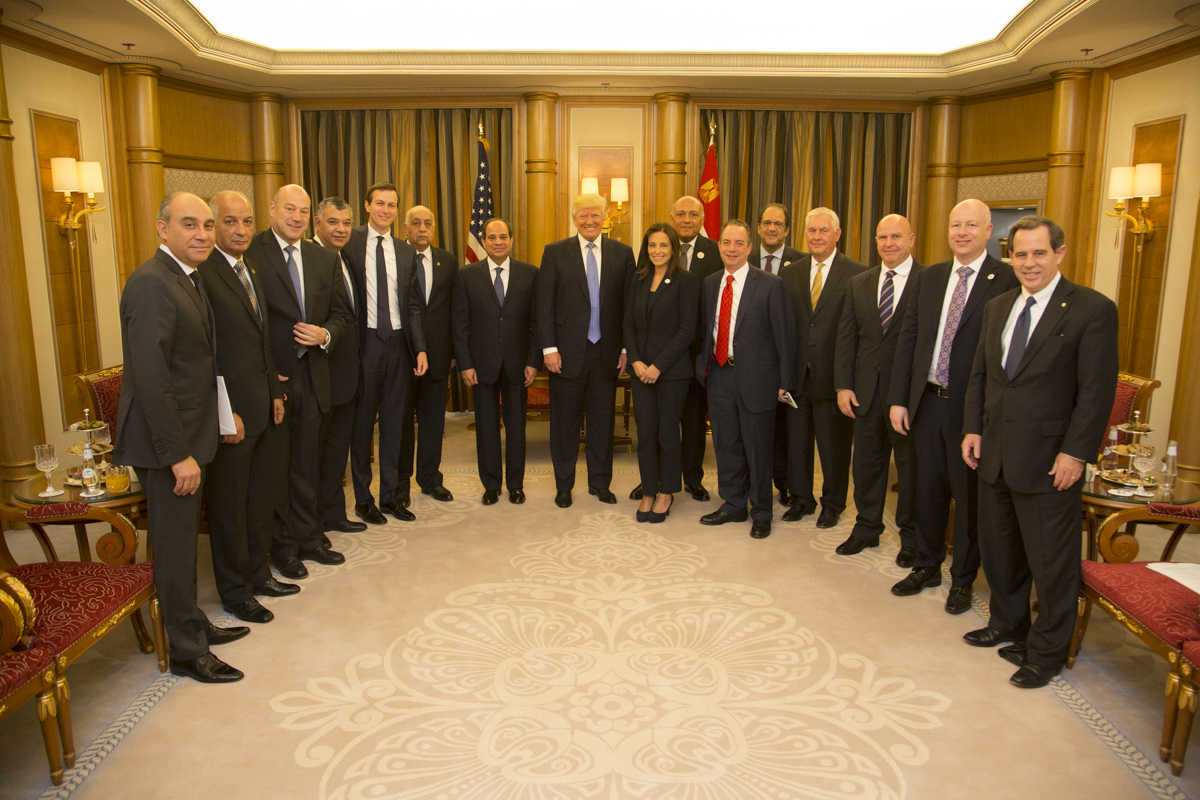
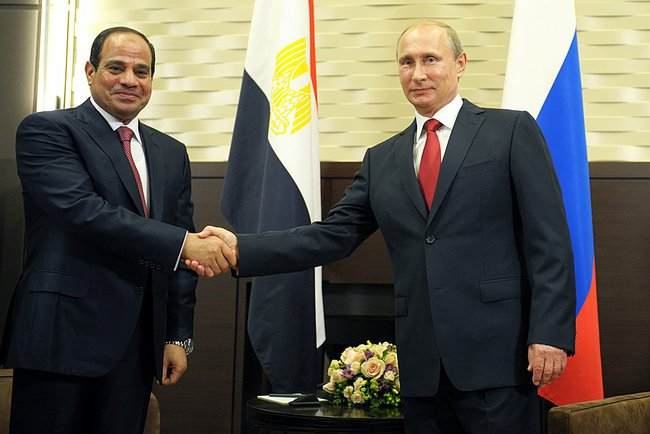
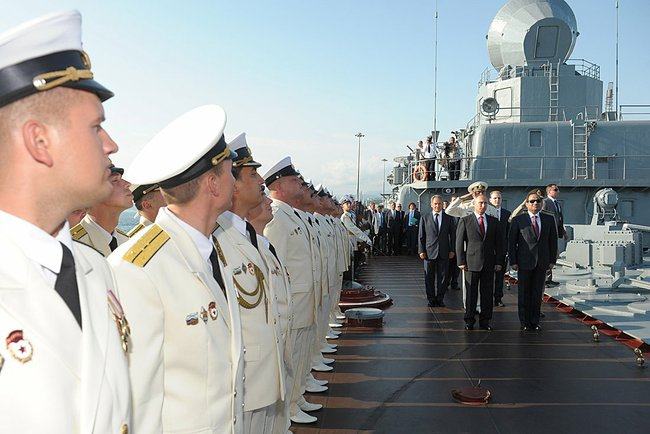
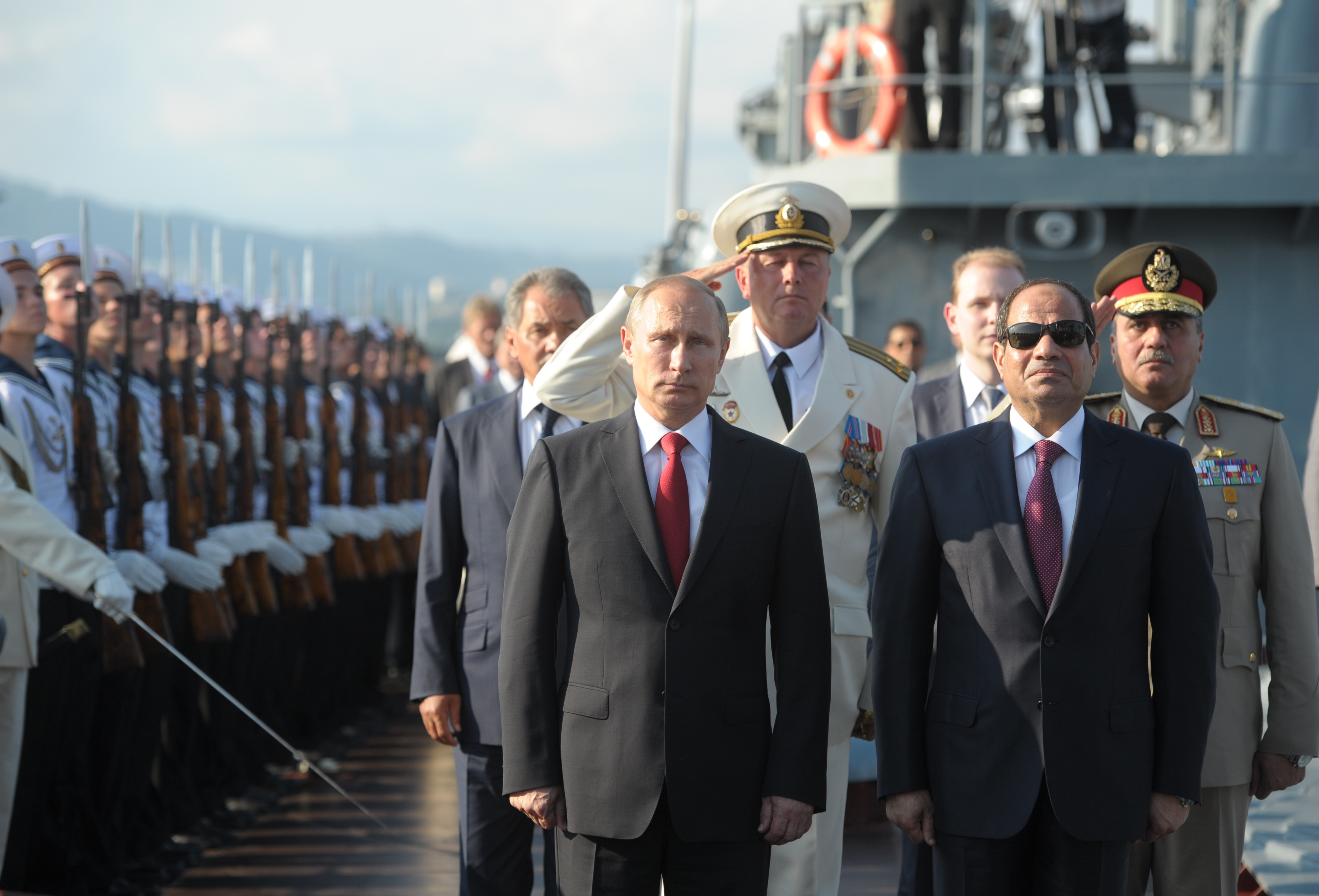
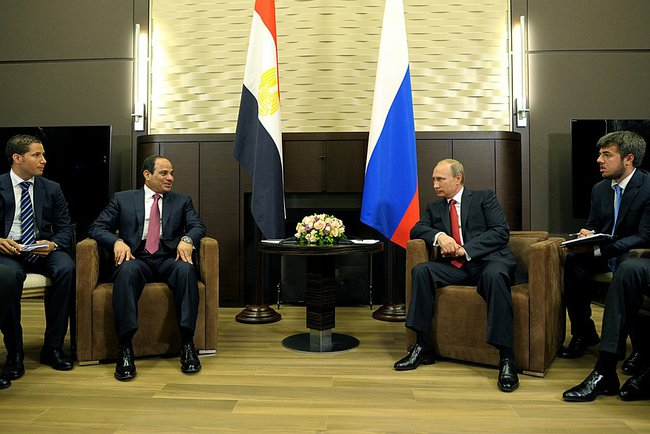
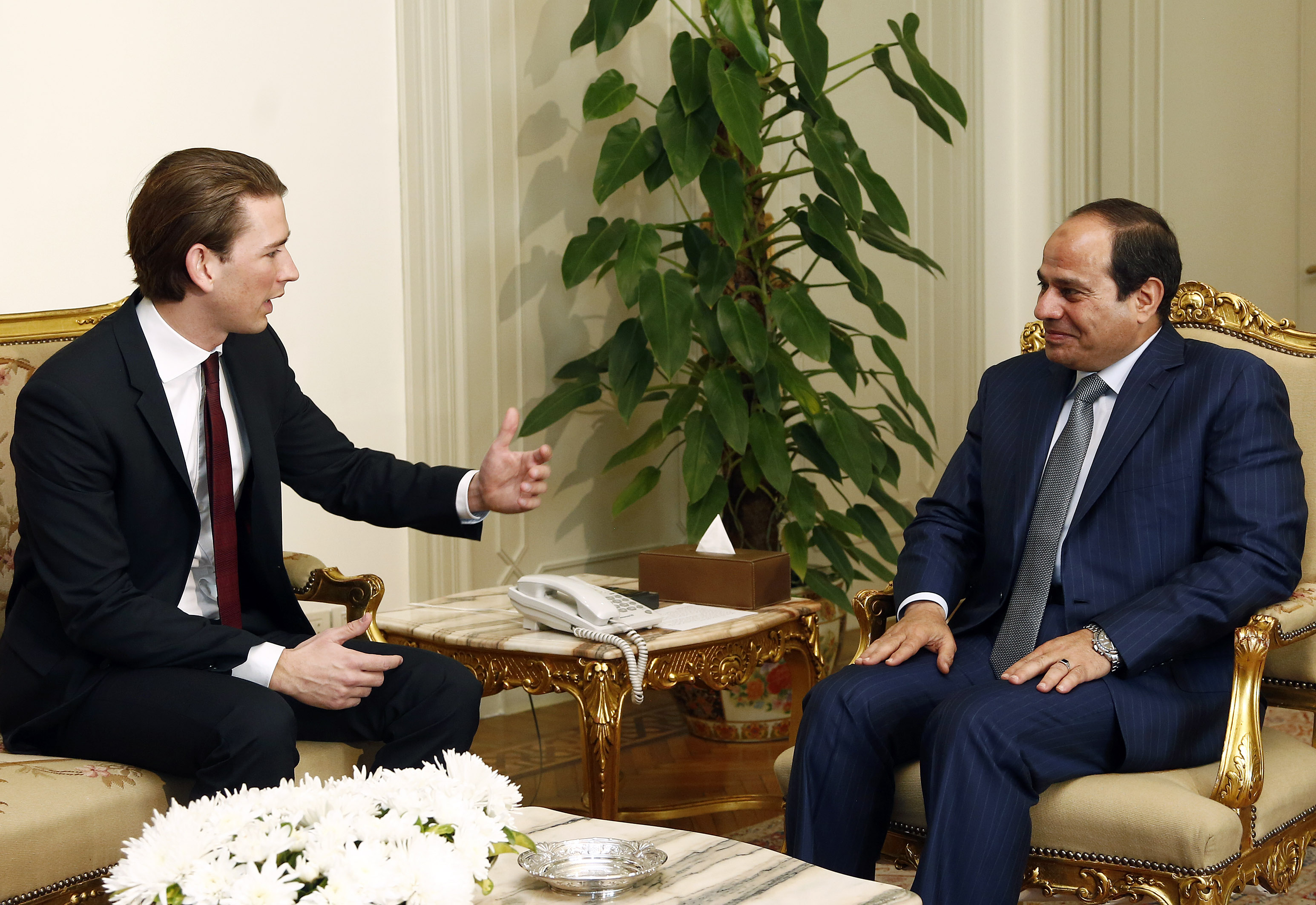
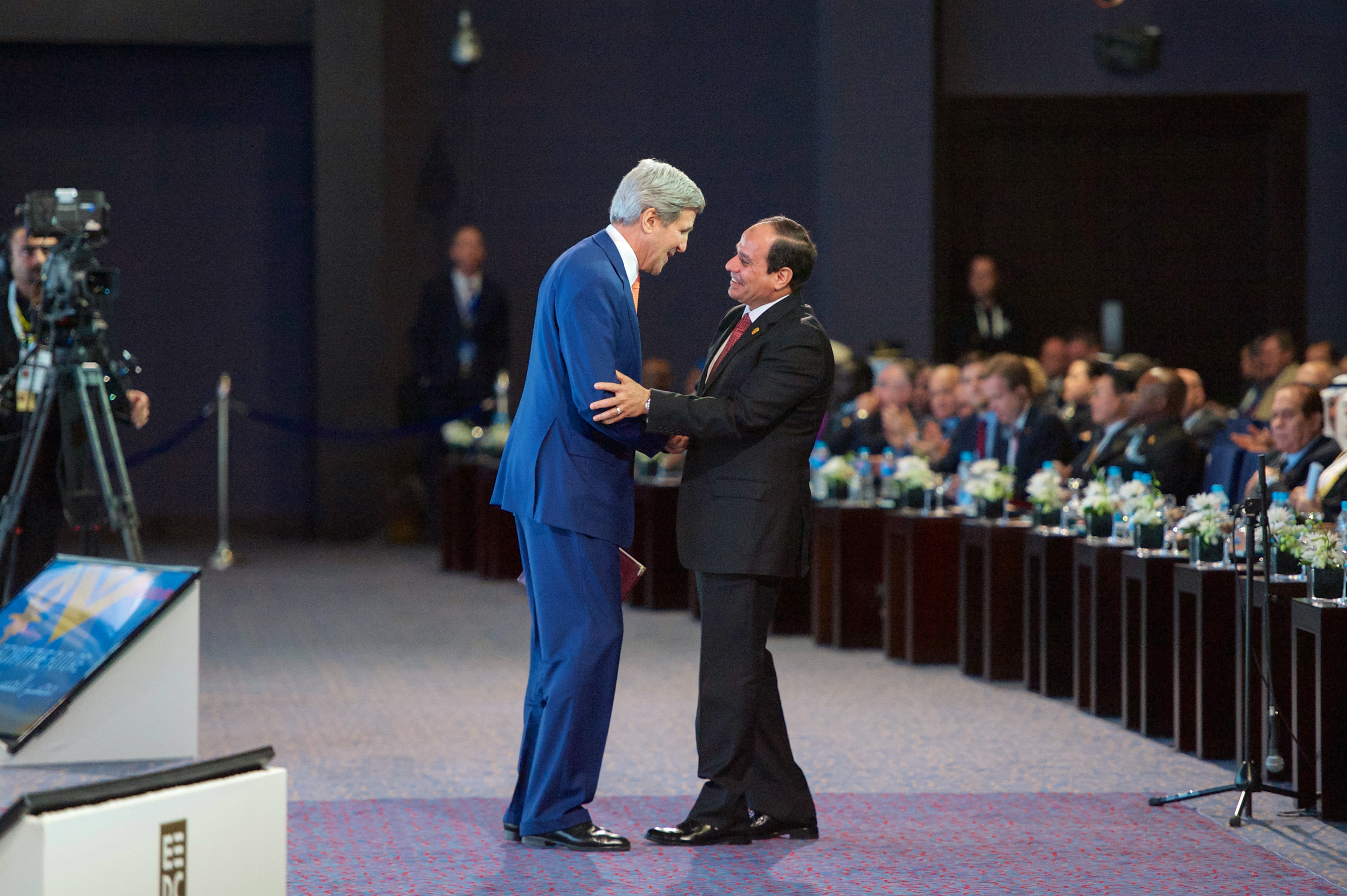
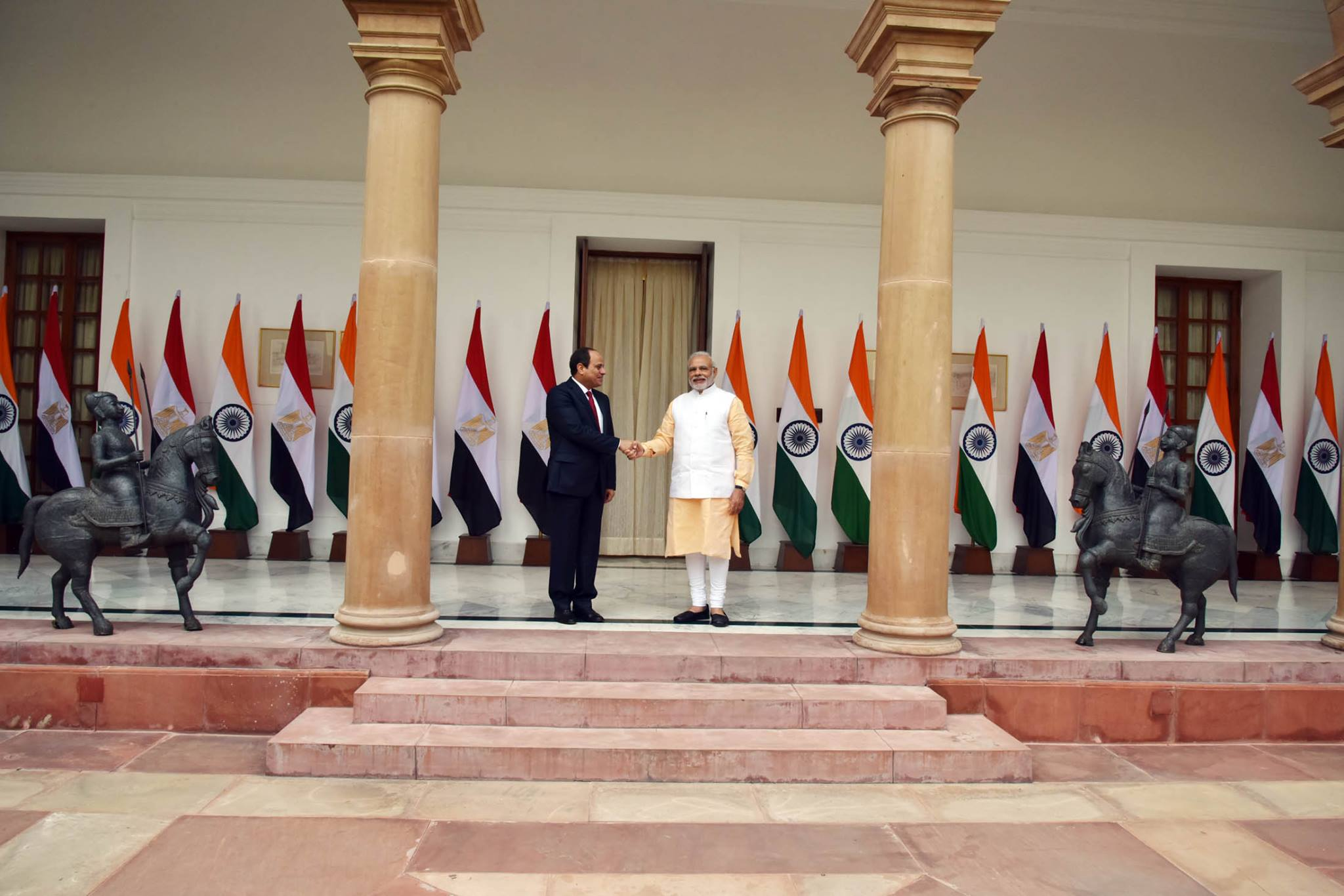
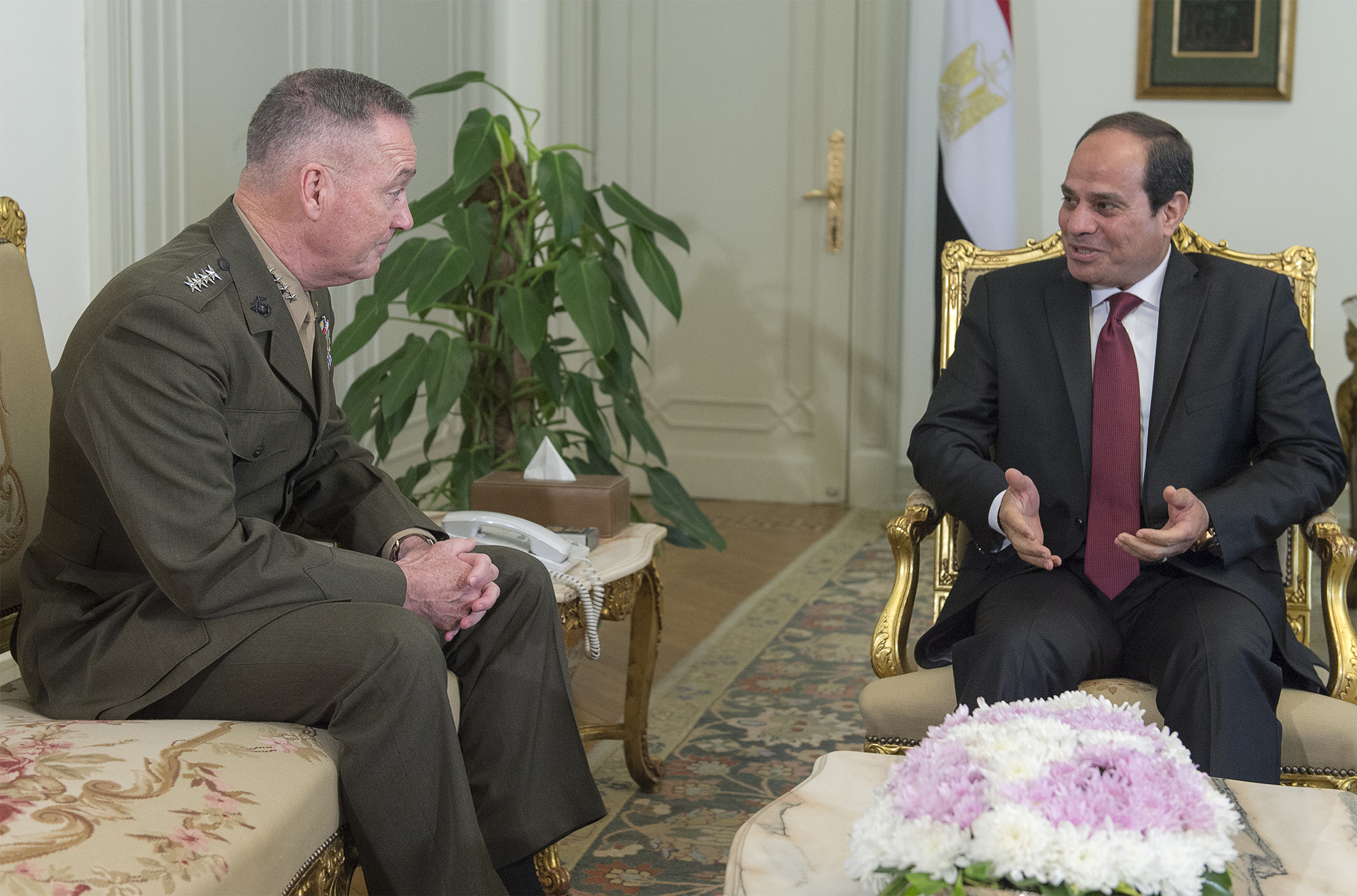
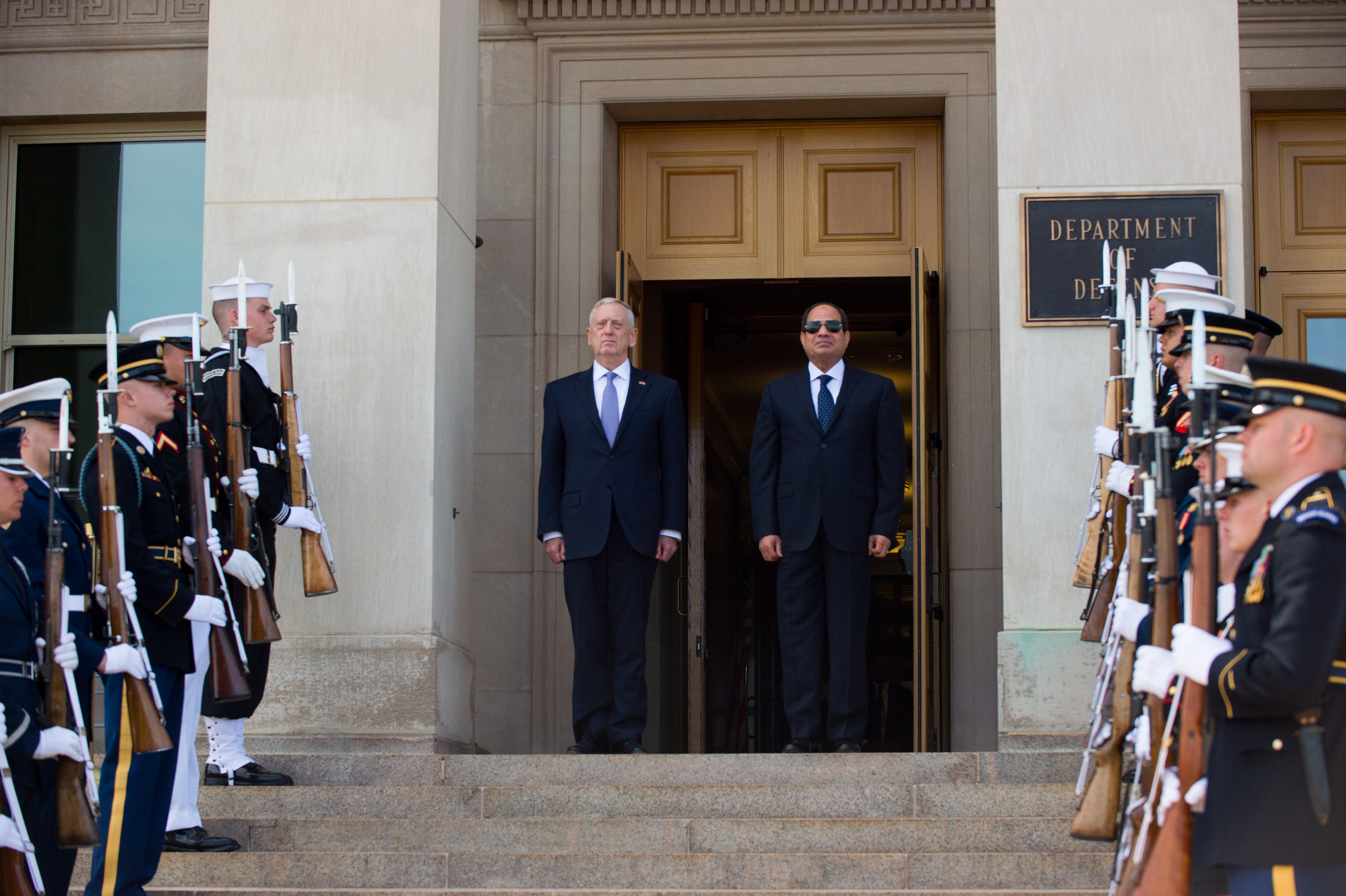
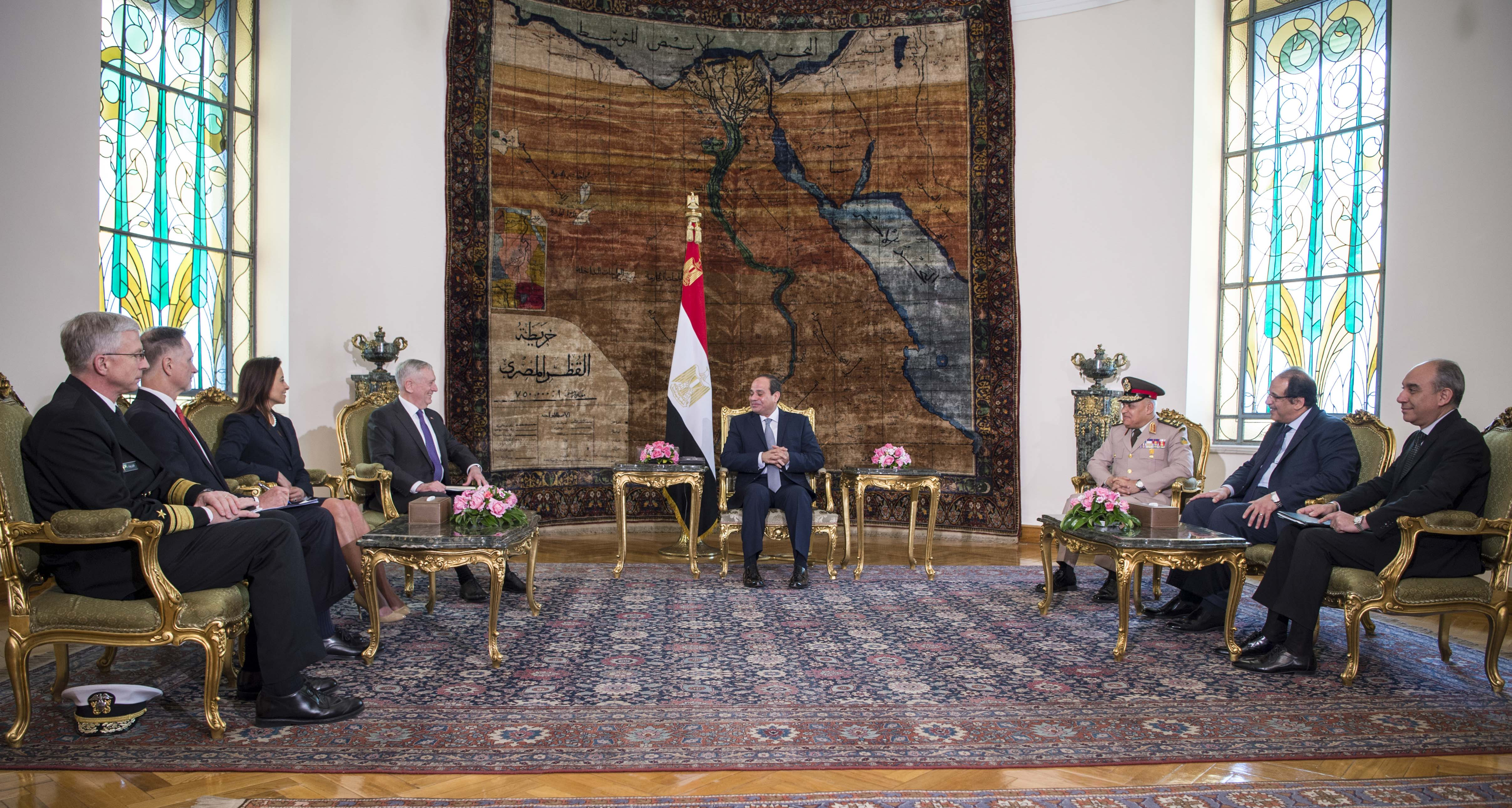
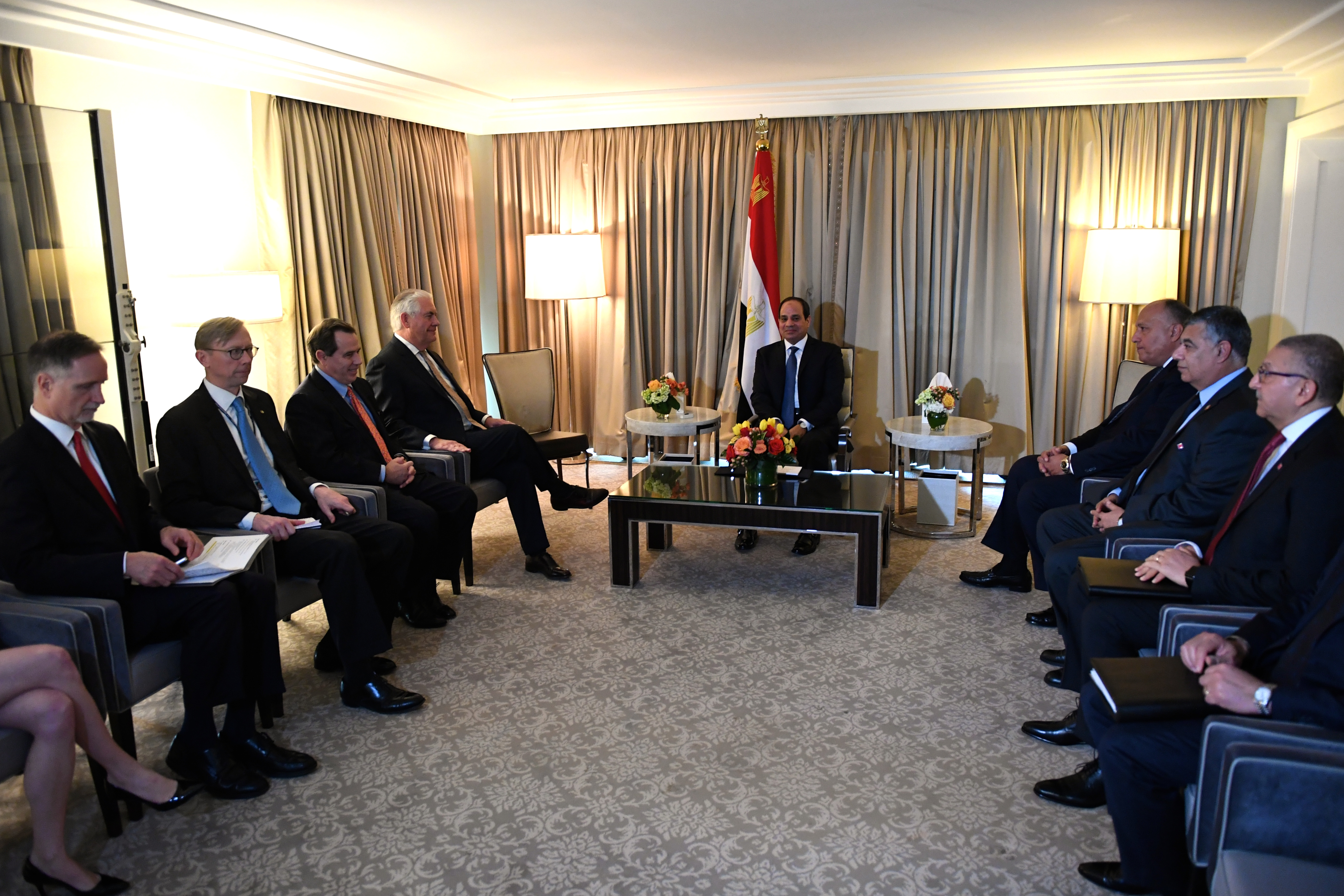
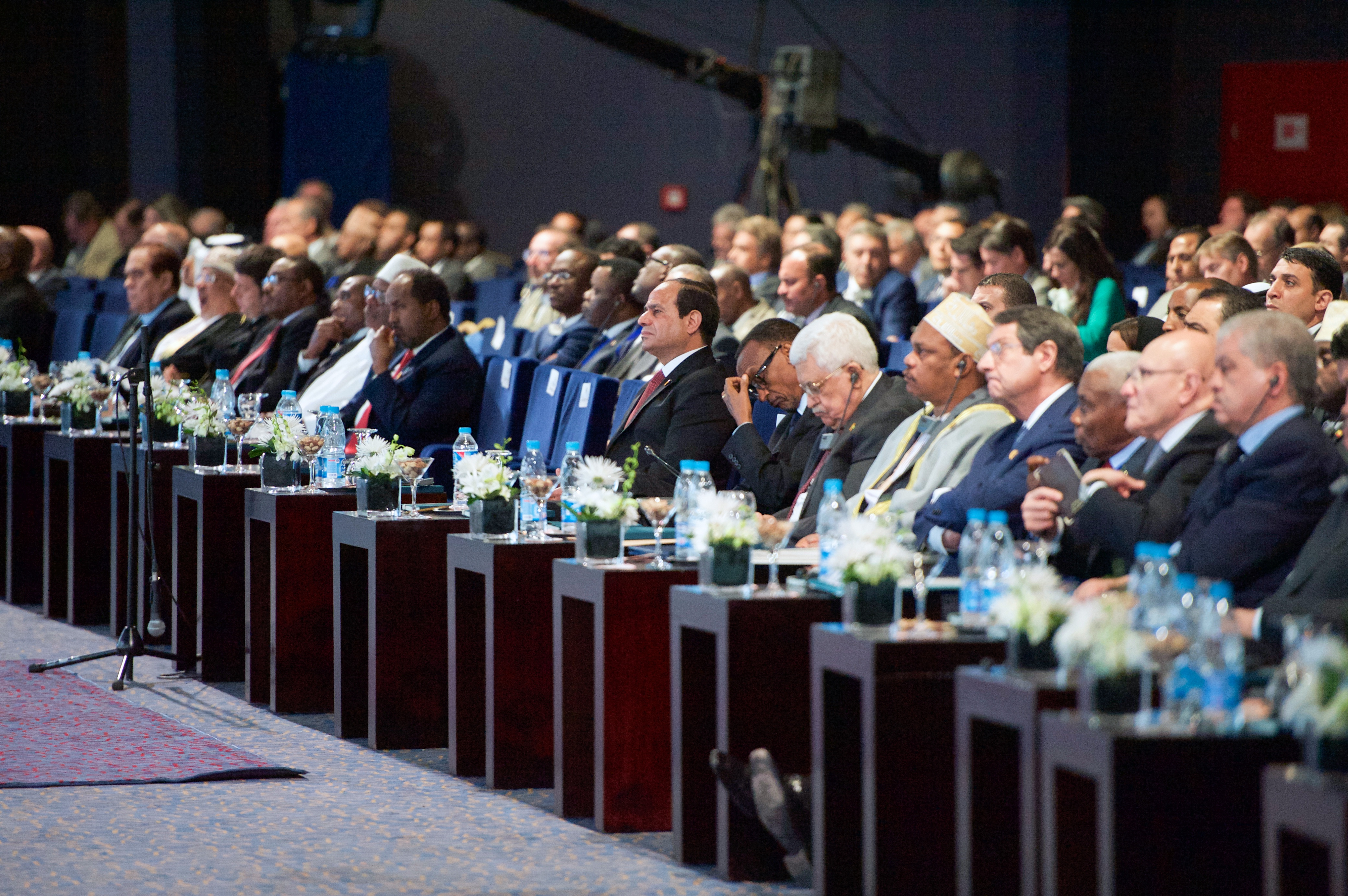

## هوامش
^م1 يشتمل مقياس فوربس على عوامل: •  عدد الأفراد تحت سلطة أو تأثير، • المصادر الإقتصادية التي يتحكمون بها •  قوة المرشحين في دوائر متنوعة • الاستخدام النشط لتلك السلطة 
^م2 اختيار قراء المجلة لشخصية العام سنويا لا يمثل شخصية العام الرسمية التي تحدد من قبل مجلس محرري المجلة بغض النظر عن ما يختاره القراء؛ ففي عام 2013 اختارات المجلة زعيم الكنيسة الكاثوليكية البابا فرنسيس ليحمل لقب شخصية العام 
1. ↑  طبقاً لدستور 2014 - المادة 231: تبدأ مدة الرئاسة التالية للعمل بهذا الدستور من تاريخ إعلان النتيجة النهائية للانتخابات، ونتيجة الانتخابات أعلنت في 3 يونيو بينما أدي الرئيس اليمين الدستورية في 8 يونيو.
2. ↑  طبقاً للمادة 144 من الدستور المصري، يشترط أن يؤدي رئيس الجمهورية، قبل أن يتولى مهام منصبه، أمام مجلس النواب اليمين الآتية ”أقسم بالله العظيم أن أحافظ مخلصًا على النظام الجمهوري، وأن أحترم الدستور والقانون، وأن أرعى مصالح الشعب رعاية كاملة، وأن أحافظ على استقلال الوطن ووحدة وسلامة أراضيه”. ويكون أداء اليمين أمام الجمعية العامة للمحكمة الدستورية العليا في حالة عدم وجود مجلس النواب.